# Erupțiile de la Sundhnúkur din 2023-2024
Erupțiile de la Sundhnúkur din 2023–2024 (în islandeză Eldgosin við Sundhnúksgíga 2023–2024) sunt o serie continuă de erupții vulcanice aflate în desfășurare în Peninsula Reykjanes⁠(d), lângă orașul Grindavík, Islanda. Începând cu 18 decembrie 2024, au avut loc șapte erupții între decembrie 2023 și decembrie 2024, după o serie intensă de cutremure în noiembrie 2023. Deși localizată, activitatea seismică și vulcanică a provocat perturbări semnificative în partea de vest a peninsulei, în special în orașul Grindavík. Cu toate acestea, regiunea capitalei, inclusiv Reykjavík, a rămas neafectată.
Erupțiile au fost precedate de un roi de cutremure⁠(d) intense în sistemul vulcanic Eldvörp – Svartsengi⁠(d), care a început la 24 octombrie 2023, cauzat de o intruziune magmatică⁠(d) sub zonă. Frecvența și intensitatea cutremurelor au crescut dramatic la 10 noiembrie 2023, cu aproximativ 20.000 de cutremure înregistrate până la acea dată, dintre care cel mai mare a depășit magnitudinea 5,3. A fost ordonată evacuarea orașului Grindavík, iar subsidența la scară largă în oraș și în jurul acestuia a provocat pagube semnificative. Se crede că această subsidență a declanșat erupțiile ulterioare.
Seria de erupții vulcanice din lanțul de cratere Sundhnúksgígar⁠(d) a început pe 18 decembrie 2023, cu o erupție inițială care a durat trei zile. Această erupție a fost precedată de ridicarea terenului în zona Svartsengi, care s-a dezumflat ulterior erupției, indicând acumularea de magmă la o adâncime de 4–5 km (2,5–3,1 mi) sub Svartsengi. Această sursă de magmă a alimentat erupția inițială, precum și toate erupțiile ulterioare din serie. A doua erupție a avut loc pe 14 ianuarie 2024, durând aproximativ două zile. Acest eveniment a avut o fisură deschisă la mai puțin de 100 de metri de un oraș din apropiere. Erupția a rupt apărarea anti-lavă și a distrus trei case. În mod tragic, chiar înainte de această erupție, o persoană a fost dată dispărută și se presupune că a căzut într-o fisură cauzată de activitatea seismică, ceea ce a dus la moartea sa.
La 8 februarie 2024, a treia erupție, cea mai scurtă de până atunci, de aproximativ o zi, a provocat pagube importante, inclusiv întreruperea unei conducte de apă caldă de la centrala electrică Svartsengi. Acest lucru a dus la pierderea alimentării cu apă caldă timp de mai multe zile în Peninsula Reykjanes. Cu toate acestea, Regiunea Capitalei a rămas neafectată. A patra erupție a început pe 16 martie 2024 și a devenit cea mai lungă din serie, durând 54 de zile. O intruziune magmatică a avut loc la începutul lunii, dar nu a ajuns la suprafață. A cincea erupție, care a început pe 29 mai 2024, a continuat timp de 24 de zile. Această erupție a provocat pagube la liniile electrice și a tăiat mai multe tronsoane de drum. La 22 august 2024, a început a șasea erupție, care a durat 14 zile. Aceasta a eliberat 61 de milioane de metri cubi de lavă, acoperind o suprafață de 15,8 kilometri pătrați și ducând la 40 de centimetri de cedare a terenului. În ciuda faptului că a fost cea mai mare erupție din serie, aceasta nu a provocat pagube infrastructurii. A șaptea erupție a început pe 20 noiembrie 2024 și s-a întins pe 18 zile. Ea a cuprins rapid parcarea Lagunei Albastre și a amenințat barierele de protecție din zonă.

## Etimologie
Numele „Sundhnúkur⁠(d)” se traduce literal prin „vârf de trecere”. Este cel mai înalt punct din vechiul crater din zonă, având 134 de metri. Din punct de vedere istoric, numele reflectă dificultățile de navigație cu care se confruntau marinarii din cauza numeroaselor stânci și skerry-urile⁠(d) de lângă țărm. Sundhnúkur a servit ca un reper vizual crucial pentru marinarii care navigau spre orașul Grindavík, deoarece vârful său era vizibil de dincolo de țărm. Pasajul propriu-zis prin stânci are un nume diferit, subliniind faptul că Sundhnúkur se referă mai degrabă la vârf ca reper decât la pasaj în sine. Marinarii din acea vreme trebuiau, de asemenea, să cunoască diferitele repere pentru a ajunge în siguranță în port. Termenul „Sundhnúksgígar⁠(d)”, însemnând „craterele vârfului pasajului”, a fost inventat de geologul Jón Jónsson în 1974, subliniind seria de cratere asociate cu acest reper notabil.

## Context

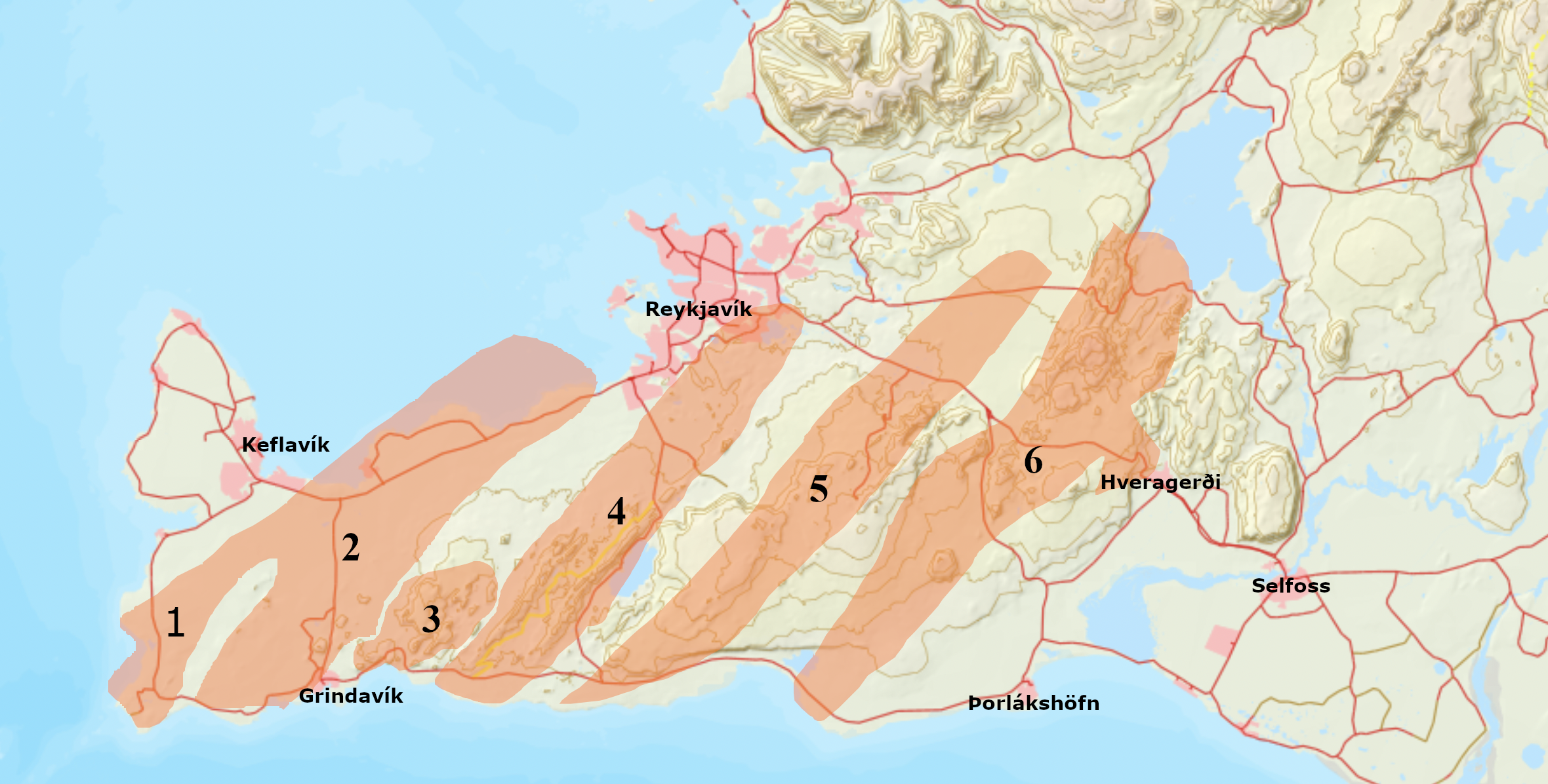
Harta sistemelor vulcanice de pe Peninsula Reykjanes. Grindavík se află la capătul sudic al sistemului Eldvörp-Svartsengi (marcat aici ca 2)

Rândul de cratere Sundhnúksgígar a fost format aproximativ acum 2420 ± 100 ani radiocarbon (înainte de prezent), conform datărilor cu carbon-14 (14C) efectuate de Universitatea Uppsala, utilizând 1950 ca an de referință. Această erupție veche de lavă a fost măsurată pentru a acoperi o suprafață de 25,77 km pătrați și are un volum estimat de cel puțin 520 de milioane de metri cubi. A avut originea într-un rând de cratere ce se întinde aproape 9 kilometri în lungime. Rândul craterelor include două cratere cu numele: Sundhnúkur și Melhóll, ultimul fiind situat aproape 2 kilometri la sud-vest de Sundhnúkur. Lava din această perioadă a fost un amestec de pāhoehoehoe și ʻaʻā, indicând o dinamică variabilă a erupției. În plus, este posibil să existe urme ale unui câmp de lavă mai vechi sub lava de aproximativ 2400 de ani, deși o mare parte din acesta a fost ascunsă de erupția mai recentă.
Peninsula Reykjanes, situată în sud-vestul Islandei, a intrat într-un nou ciclu vulcanic după o perioadă de aproximativ 800 de ani de inactivitate relativă. Cea mai recentă fază a acestei activități, cunoscută sub numele de Incendiile de la Reykjanes, a avut loc între 1210 și 1240 d.Hr, în principal în regiunea Eldvörp la vest de Svartsengi și muntele de hialoclastită Þorbjörn, cu activitate vulcanică care se extinde atât la nord-est, cât și la sud-vest de această zonă. Această reluare a activității a fost semnalată de creșterea activității seismice și vulcanice în apropierea Þorbjörn începând cu sfârșitul anului 2019. Ciclurile vulcanice din peninsulă durează de obicei între 300 și 400 de ani, cu erupții care au loc în șase până la șapte locații separate, inclusiv în zonele din apropierea Regiunii Capitalei. Erupțiile individuale din cadrul unui ciclu pot dura între 10 și 20 de ani, iar activitatea se mută în alte locuri la fiecare 30-50 de ani. Pe baza modelelor istorice, se așteaptă ca ciclul actual să continue până la aproximativ 2300-2400 d.Hr.
Sistemul vulcanic Eldvörp-Svartsengi a suferit douăsprezece intruziuni magmatice din ianuarie 2020, dintre care nouă din noiembrie 2023. Șapte dintre aceste intruziuni au dus la erupții vulcanice, în timp ce celelalte nu au ajuns la suprafață. Tulburările vulcanice anterioare din această perioadă au fost asociate predominant cu sistemul Fagradalsfjall, unde trei din patru intruziuni magmatice au dus la erupții. Din 2021, au existat zece erupții vulcanice identificate pe Peninsula Reykjanes.
Islanda se confruntă frecvent cu cutremure din cauza poziției sale pe Dorsala Medio-Atlantică, unde plăcile tectonice Eurasiatică și Nord-Americană se întâlnesc. Cu toate acestea, roiurile din 2023 au fost neobișnuit de extinse și sunt legate de o intruziune magmatică de aproximativ 15 km lungime, se întinde spre sud-vest de la Kálffellsheiði și se aliniază cu lanțul de cratere Sundhnúksgígar la o adâncime de aproximativ 800 metri. Cele mai mari cutremure și-au avut originea sub craterele Sundhnúksgígar, apoi s-au propagat spre sud-vest sub orașul Grindavík și în larg. Grindavík se află pe fluxuri de lavă de la ultima erupție a lanțului de cratere Sundhnúksgígar din urmă cu aproximativ 2.400 de ani și este una dintre cele șase comunități din Peninsula Reykjanes situate pe sau în apropierea fisurilor eruptive.

## Cutremure

### Cutremurele din octombrie 2023
Un roi de cutremure intens a început lângă Svartsengi, la nord de Grindavík, pe 25 octombrie 2023, Oficiul Meteorologic Islandez (IMO) raportând peste 1.000 de cutremure, inclusiv cu magnitudini de 3,9 și 4,5 la aproximativ 5 km adâncime. Roiul, atribuit schimbărilor de tensiune cauzate de activitatea magmatică anterioară, a continuat pe 26 și 27 octombrie, fiind înregistrate peste 5.800 de cutremure de la începutul roiului. La 28 octombrie, au fost observate semne de ridicare a solului în apropiere de Svartsengi, probabil din cauza intruziunii magmatice, iar la 29 octombrie, ratele de deformare au fost mai mari decât la evenimentele anterioare. Activitatea seismică a scăzut până la 29 octombrie, dar peste 7.000 de cutremure au fost înregistrate până la acea dată de la începutul roiului. La 30 octombrie, datele GPS au confirmat continuarea deformării la aproximativ 4 kilometri adâncime, cu 1.300 de cutremure detectate în ultimele 24 de ore. La 31 octombrie, un roi de cutremure cu magnitudinea 3,7 la muntele Þorbjörn a indicat continuarea mișcării magmei. OMI și Apărarea Civilă au monitorizat îndeaproape situația, existând posibilitatea unor schimbări rapide, deși mișcările magmei s-ar fi putut diminua fără erupție.
Primele semne ale unei intruziuni de magmă în apropierea zonei Svartsengi, situată la nord-vest de Þorbjörn pe Peninsula Reykjanes, au fost detectate la sfârșitul lunii octombrie 2023. Acest fenomen, identificat prin cele mai recente date GPS și imagini InSAR obținute din date satelitare, a indicat o rată accelerată de ridicare a terenului, centrată în apropierea Lagunei Albastre, la aproximativ 1,5 kilometri nord-vest de Þorbjörn. Acesta a fost al cincilea eveniment de ridicare a terenului în zonă din 2020, ceea ce sugerează o presiune crescută, probabil din cauza intruziunii magmei. Ridicarea rapidă a terenului a crescut probabilitatea unei activități seismice mai frecvente în zonă, care ar putea permite magmei să se apropie de suprafața Pământului. Experții au realizat modele pentru a estima adâncimea și dimensiunea intruziunii, pe fondul așteptărilor privind o posibilă erupție vulcanică în cursul anului următor.

### Cutremurele din noiembrie 2023
În noiembrie 2023, activitatea seismică din jurul muntelui Þorbjörn a rămas intensă, cu peste 800 de cutremure înregistrate pe 1 noiembrie, inclusiv un cutremur cu magnitudinea 3,7. Datele GPS au confirmat ridicarea în curs de desfășurare din cauza intruziunii de magmă la o adâncime de 4–5 kilometri (2,5–3,1 mi). La 2 noiembrie, au fost înregistrate aproximativ 400 de cutremure, cel mai mare având magnitudinea 2,8, continuând tendința seismică. La 3 noiembrie, a avut loc un cutremur cu magnitudinea 4,3, iar zona a continuat să se confrunte cu o activitate seismică semnificativă, deși nu au existat semne de mișcare a magmei spre suprafață. Seismicitatea a scăzut pe 4 noiembrie, dar ridicarea a continuat, existând riscuri de căderi de pietre din cauza cutremurelor mai mari. La 6 noiembrie, au fost detectate 1.300 de cutremure, înălțarea atingând 7 cm de la începutul inflației, iar fluxul de magmă într-o intruziune de tip strat estimat la 7 metri cubici pe secundă. Activitatea seismică a rămas episodică, cu alte 900 de cutremure pe 7 noiembrie. Pe 8 noiembrie, au fost înregistrate aproximativ 1.200 de cutremure, iar acumularea de magmă a persistat la 5 kilometri (3,1 mi) adâncime, fără semne de erupție la suprafață. La 9 noiembrie, activitatea seismică a crescut, înregistrându-se 1.400 de cutremure și șapte cu magnitudinea peste 4,0, inclusiv unul cu magnitudinea 4,8. Aproape 800 de cutremure au avut loc pe 10 noiembrie, continuând modelul de acumulare de magmă și eliberare seismică, dar fără indicii ale unei erupții iminente.
În jurul orei 15:00 UTC din 10 noiembrie 2023, un val semnificativ de activitate seismică a început la aproximativ 3 kilometri (1,9 mi) nord-est de Grindavík. Ca urmare, starea de protecție civilă a fost ridicată de la starea de incertitudine la starea de alertă mai puțin de trei ore mai târziu. La ora 23:00 UTC, Oficiul Meteorologic Islandez (IMO) a observat că roiurile de cutremure s-au extins sub oraș. La scurt timp după aceea, a fost declarată stare de urgență și a început evacuarea orașului Grindavík. Cel mai mare dintre cutremurele de până acum a atins magnitudinea de 5,3 pe 10 noiembrie 2023. Până în acest moment, peste 22.000 de cutremure au fost înregistrate de la începutul roiului în octombrie 2023. Oficiul Meteorologic Islandez (IMO) a prezis probabilitatea unei erupții, afirmând că „magma va avea nevoie de câteva zile (mai degrabă decât de ore) pentru a ajunge la suprafață”. S-a dedus că cea mai mare extindere a intruziunii magmatice se află în jurul lanțului de cratere Sundhnúksgígar, la aproximativ 3,5 kilometri (2,2 mi) nord de Grindavík. Instrumentele au detectat prezența dioxid de sulf (SO2) în atmosferă la 14 noiembrie, indicând că magma se afla la doar câteva sute de metri sub suprafață. Deși numărul cutremurelor a scăzut oarecum de la 10 noiembrie, OMI înregistra încă între 700 și 1.000 de cutremure pe zi până la 14 noiembrie.
Senzorii de deformare a solului de la Festarfjall și din zona Svartsengi au înregistrat că solul s-a îndepărtat cu 120 cm. Măsurătorile prin satelit au înregistrat adâncimea de subsidență de aproximativ 1 metru (3 ft 3 in) pe o fâșie de teren de aproximativ 5 km lungime și 2 km lățime, care se întinde de la craterele Sundhnúksgígar până la partea vestică a Grindavík. Crearea acestei formațiuni asemănătoare grabenului la 10 noiembrie a permis oamenilor de știință să estimeze volumul intruziunii magmatice, care s-a format într-o perioadă remarcabil de scurtă de șase ore, la aproximativ 70 milioane de metri cubi. Analizele ulterioare au arătat că aproximativ 7.000 metri cubici pe secundă curgeau în această intruziune magmatică, oferind informații valoroase despre dinamica proceselor vulcanice și amploarea mișcării magmatice subterane. S-a estimat că subsidența a continuat la o rată zilnică de aproximativ 4 centimetri în săptămâna următoare dezastrului. O fisură mare s-a deschis prin oraș, pe care hărțile vechi o indică drept o reactivare a unei falii existente. Oamenii de știință de la Universitatea din Islanda cred că falia a fost creată de ultima erupție Sundhnúksgígar de acum peste 2.000 de ani.

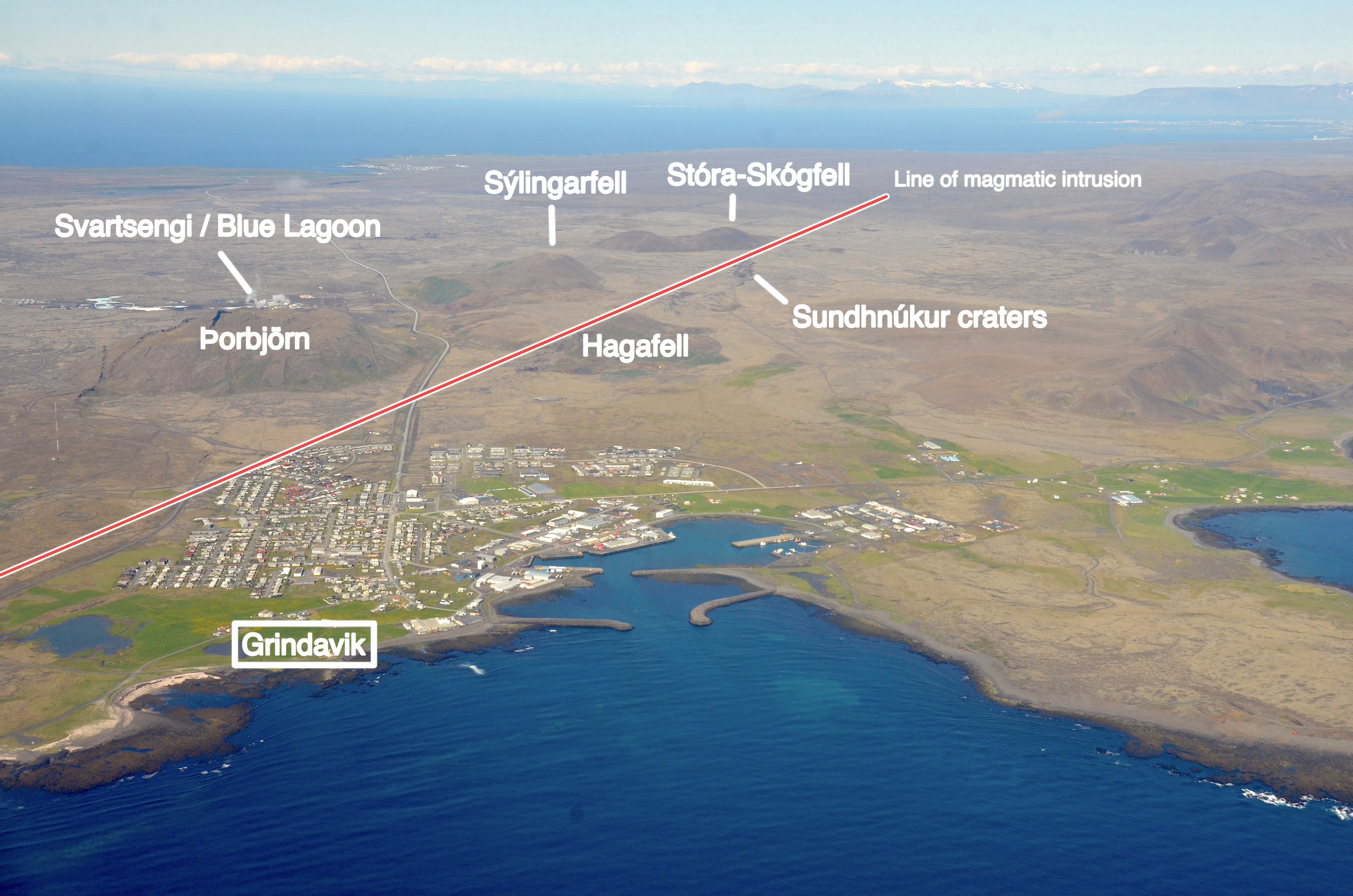
Vedere adnotată a zonei implicate în perturbările seismice din 2023

Senzorii amplasați într-o gaură din Svartsengi au detectat prezența dioxidului de sulf la 16 noiembrie 2023, o caracteristică clasică a magmei aproape de suprafață. Acest lucru a determinat OMI să concluzioneze că zona din jurul edificiului vulcanic Hagafell, aproximativ 2 kilometri (1,2 mi) la nord de Grindavík, prezintă cel mai ridicat nivel de risc. O ridicare rapidă 3 centimetri a solului în zona Svartsengi a fost înregistrată între 18 și 21 noiembrie, indicând probabil un aflux de magmă dintr-o sursă de 5 sau mai multkilometri (3,1 sau mai multmi) sub pământ. O erupție era încă considerată probabilă pe 21 noiembrie, dar pe măsură ce activitatea seismică a scăzut începând cu 24 noiembrie, această probabilitate a început, de asemenea, să scadă.
În noiembrie 2023, Benedikt Ófeigsson, geofizician la IMO, a afirmat că Fagradalsfjall, mai degrabă decât Svartsengi, ar putea fi sursa activității vulcanice de lângă Grindavík, menționând dificultatea de a evalua adâncimea, localizarea și volumul de magmă ale activității în mijlocul perturbațiilor seismice. El a anticipat că imaginile prin satelit InSAR vor clarifica aceste incertitudini. Susținând ipoteza lui Benedikt, Freysteinn Sigmundsson de la Universitatea din Islanda a observat, în februarie 2024, că activitatea seismică minoră din apropierea Fagradalsfjall indică o posibilă mișcare a magmei, sugerând o posibilă erupție. El a subliniat noile căi potențiale ale magmei, în special deplasarea sa spre sistemul Svartsengi și presiunea persistentă din Fagradalsfjall după erupție. Dovezi suplimentare care susțin teoria provin din modelul de ridicare a terenului în aceste sisteme. În Fagradalsfjall, o ridicare a început după încheierea activității vulcanice la începutul lunii august 2023 și a persistat până la sfârșitul lunii octombrie 2023. În special, pe măsură ce această intruziune s-a încheiat în Fagradalsfjall, o nouă fază de ridicare a terenului a început în Svartsengi cam în același timp. Oamenii de știință de la Universitatea Uppsala par să fi confirmat teoria propusă de omologii lor de la Universitatea din Islanda.

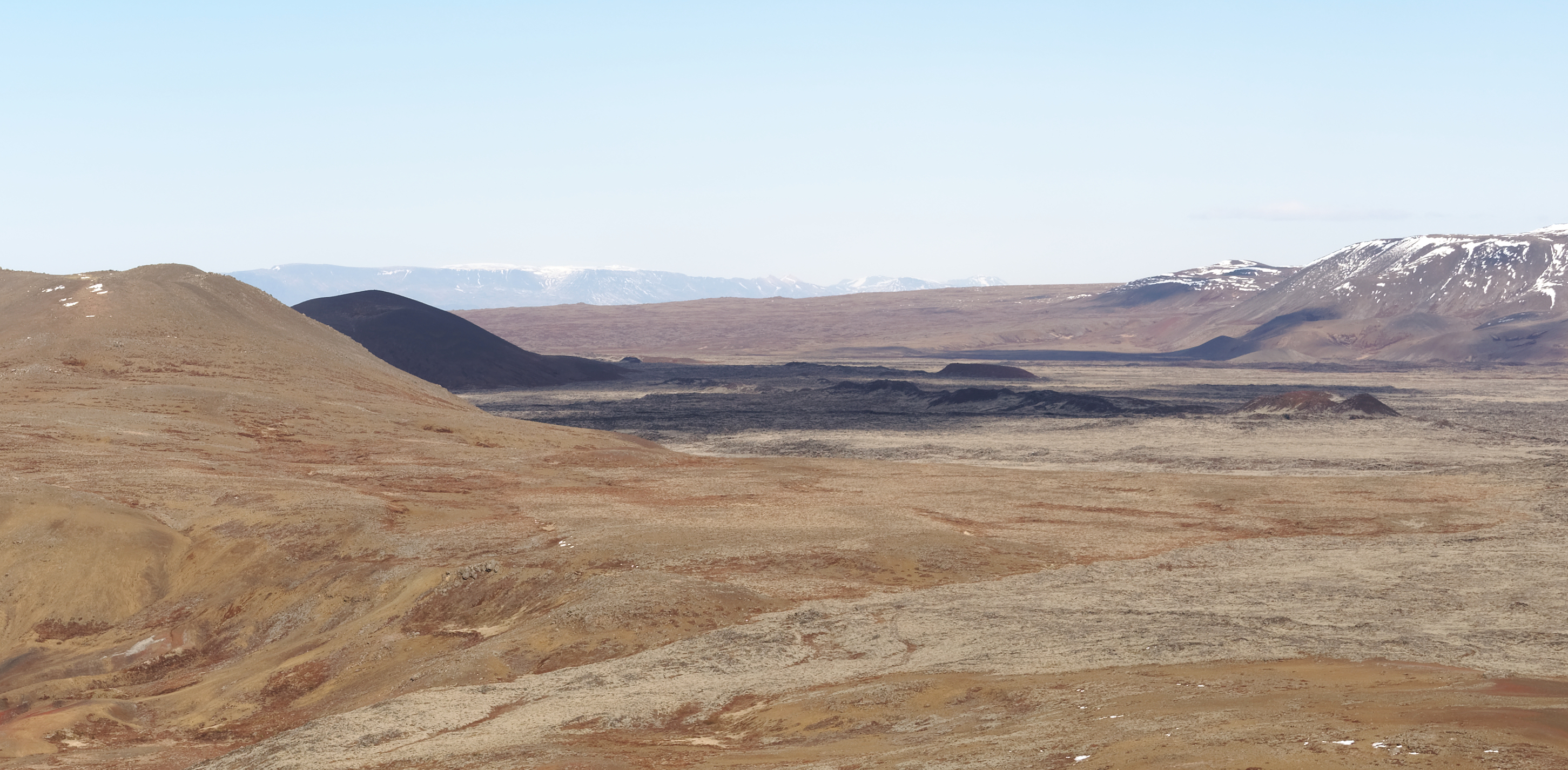
Craterele Sundhnúksgígar văzute din sud-vest

Potrivit profesorului Magnús Tumi Guðmundsson, geofizician la Universitatea din Islanda, canalul de magmă, cu o lățime de aproximativ 2 metri (6 ft 7 in), a suferit o solidificare rapidă. Aproximativ 90% din magmă s-a solidificat în decurs de 10-15 zile de la subsidența din noiembrie 2023, datorită naturii reci a scoarței terestre. Cu toate acestea, o parte din magmă din apropierea Sundhnúksgígar a rămas, prezentând riscuri potențiale pentru activitatea ulterioară din cauza posibilității de creștere a presiunii subterane. Magnús a observat că, în timp ce magma se răcește în general rapid, roca înconjurătoare rămâne fierbinte și slabă, menținând o stare de vulnerabilitate geologică în zonă timp de mai multe luni, necesitând prudență și monitorizare continuă. Dacă ar avea loc o erupție, aceasta ar avea loc cel mai probabil în zona dintre munții Sýlingarfell și Hagafell. Pe parcursul mai multor săptămâni, a fost monitorizată și posibilitatea unei erupții în Eldvörp, la nord-est de Grindavík.
Mișcări semnificative de teren au fost înregistrate în jurul zonei Svartsengi în timpul subsidenței, cu o deplasare de aproximativ 100 cm la vest și 25 cm la nord. În timpul evacuării Grindavík la 10 noiembrie, solul din apropierea Svartsengi a coborât inițial cu 35 cm și apoi s-a ridicat cu 25 cm. O stație GPS la Festarfjall, situată la est de Grindavík, a suferit o deplasare de 60 cm spre est și 40 cm spre sud, împreună cu o mișcare ascendentă de 12 cm. În plus, stația GPS din Grindavík, situată direct deasupra canalului de magmă, s-a deplasat 30 cm spre est. La 10 noiembrie, în locația menționată anterior, a avut loc, de asemenea, o scădere dramatică de 100 cm, urmată de o scădere suplimentară de 20 cm.

### Cutremurele din decembrie 2023
În decembrie 2023, activitatea seismică din jurul zonei Svartsengi a rămas slabă, cu microcutremure concentrate în apropiere de Hagafell. Până la 6 decembrie, modelarea geodezică a sugerat că afluxul de magmă către dike format la 10 noiembrie 2023 a încetat probabil, diminuând șansele unei erupții de-a lungul acelui dike. Cu toate acestea, acumularea de magmă sub Svartsengi a continuat, menținând vie posibilitatea apariției altor dike-uri sau a unei erupții. Inflația în Svartsengi a persistat, deși la o rată ușor redusă până la 13 decembrie 2023, încă mai mare decât înainte de dike-ul din noiembrie. Activitatea seismică a rămas scăzută, cu o activitate slabă mai ales în jurul Hagafell. La 15 decembrie, au fost înregistrate 460 de cutremure, dintre care 30 cu magnitudine mai mare de 1,0, iar cel mai mare a fost de magnitudine 2,8 în apropiere de Hagafell. Ridicarea în jurul Svartsengi a continuat, indicând acumularea continuă de magmă. O hartă a pericolelor din 6 decembrie a rămas valabilă până la 20 decembrie.
S-a stabilit că magma acumulată sub Svartsengi alimenta cel mai probabil lanțul de cratere Sundhnúksgígar de 15 km, unde a avut loc intruziunea magmei. Deformațiile sunt încă măsurate la stațiile din apropierea conductei, dar se crede că acestea se datorează ridicării terenului care are loc la Svartsengi. La începutul lunii decembrie 2023, date GPS recente de la Oficiul Meteorologic Islandez (IMO) au arătat că terenul s-a ridicat peste nivelul său anterior începerii seriei de cutremure la sfârșitul lunii octombrie 2023. Profesorul Þorvaldur Þórðarson, un expert în vulcanologie de la Universitatea din Islanda, a teoretizat că această înălțare ar putea fi atribuită unei combinații de mișcări tectonice și acumularea de magmă. În special, schimbările terestre pronunțate din 10 noiembrie ar fi putut facilita migrarea magmei din rezervoarele mai adânci către cele mai superficiale.

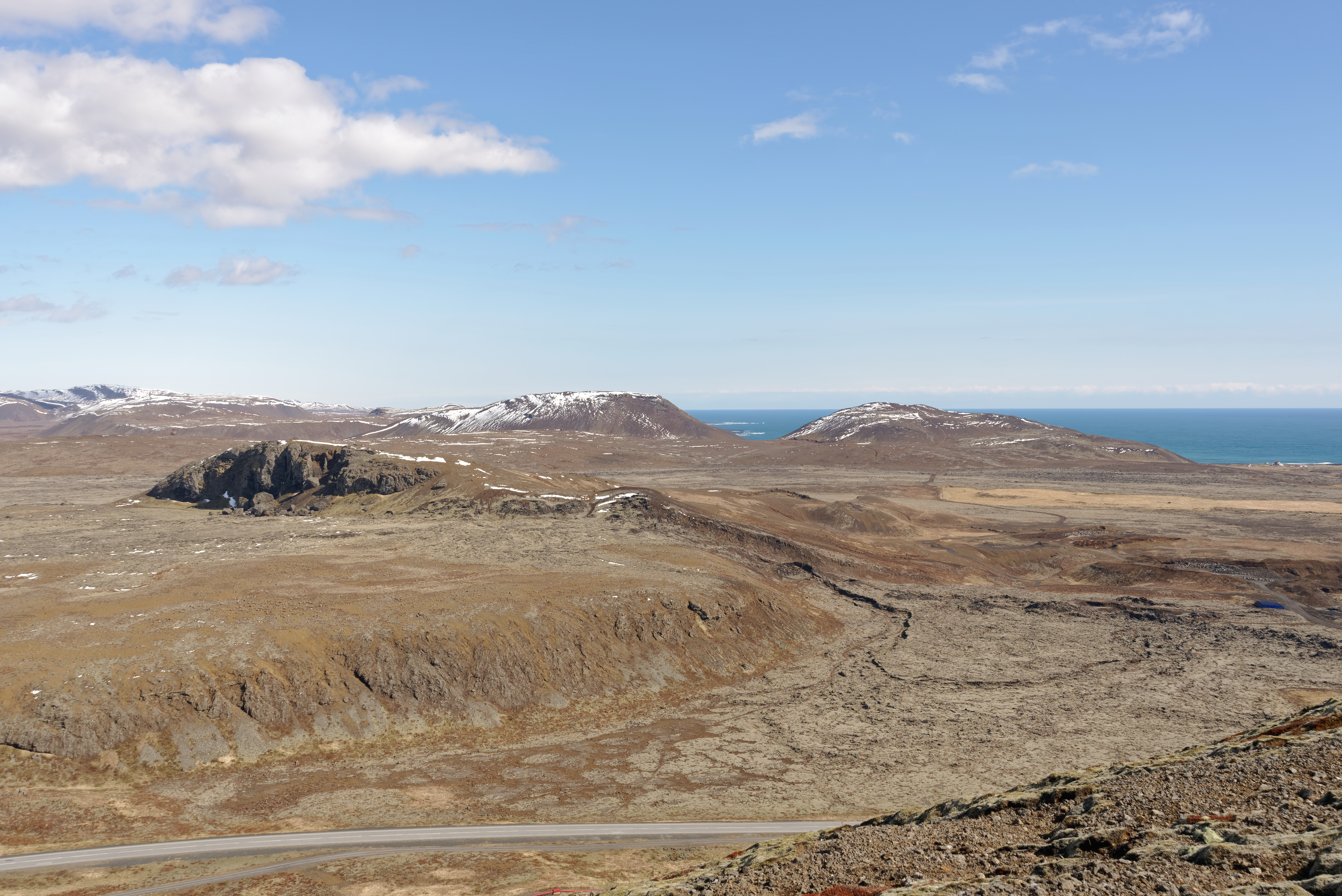
Hagafell (stânga prim-plan), văzut de la Þorbjörn

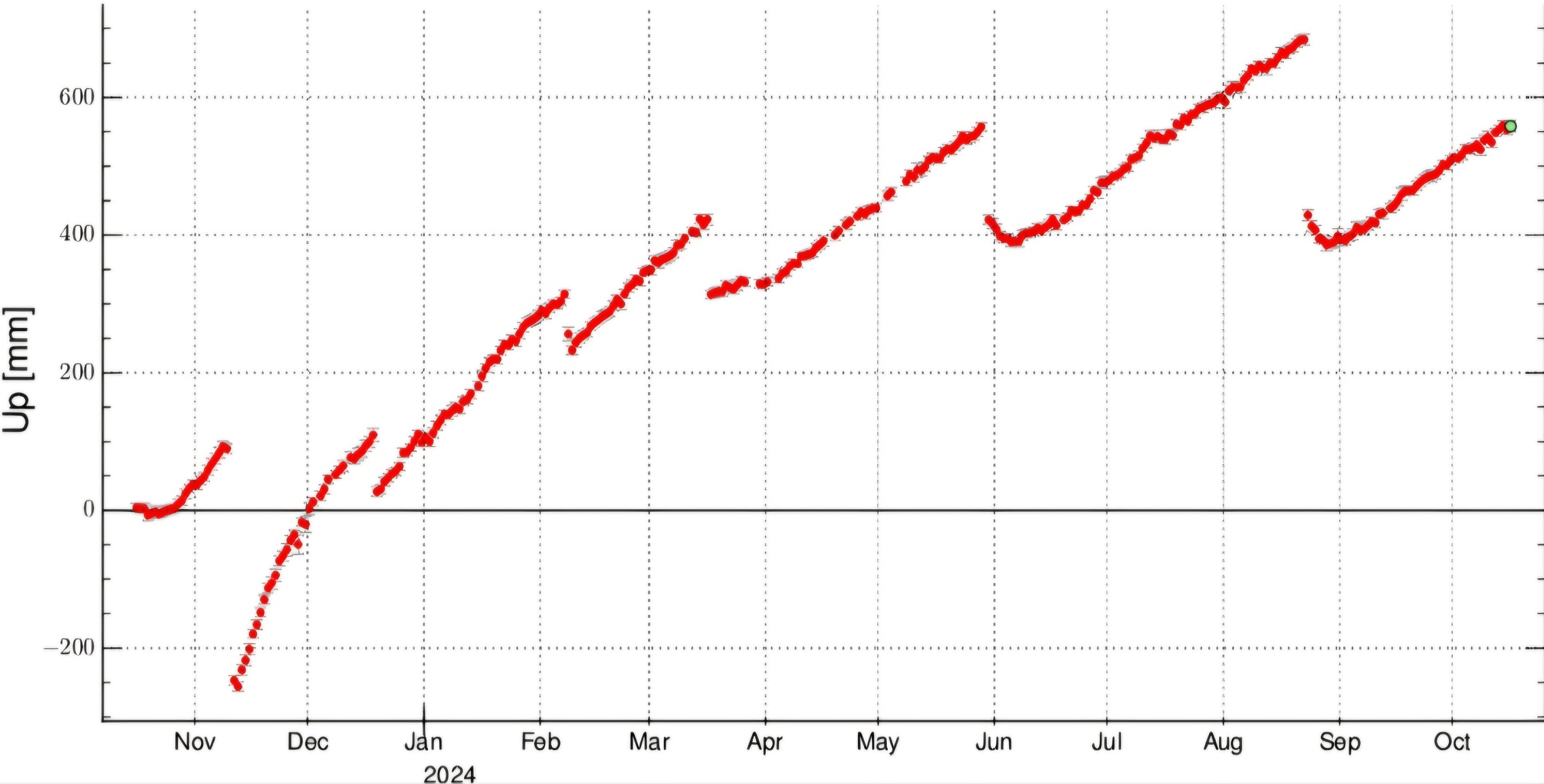
Un grafic de la stația GPS din Svartsengi care arată mișcarea verticală a solului în milimetri între octombrie 2023 și octombrie 2024

În săptămânile care au urmat subsidenței, activitatea vulcanică de la Svartsengi a intrat într-o nouă fază, cu șanse sporite de propagare a magmei și potențiale erupții. Modelul observat a sugerat o posibilă repetare a evenimentelor, în care magma acumulată sub Svartsengi alimentează un dike sub Grindavík și la nord-est spre Sundhnúksgígar, similar celui format la 10 noiembrie. La începutul lunii decembrie, fluxul de magmă se acumula sub Svartsengi la o viteză comparabilă cu debitul râurilor Elliðaár din Reykjavík, adică câteva sute de metri cubi/s. Se crede că magma se află la o adâncime de aproximativ 5–6 kilometri (3,1–3,7 mi).
Tendințele seismice recente de la Svartsengi, caracterizate prin intensități variabile și o concentrare a activității de-a lungul unui dike, seamănă foarte mult cu tiparele seismice și vulcanice experimentate în timpul focurilor de la Krafla, care au început în 1975. În timpul acestei serii eruptive prelungite, care a durat aproape nouă ani, în regiune au avut loc 20 de intruziuni magmatice distincte, dintre care nouă au dus la erupții. Aceste evenimente au fost marcate de volume variate de magmă care au alimentat același dike, ceea ce a condus la erupții de diferite dimensiuni. În Svartsengi, datele geodezice au arătat un model similar de volume reduse de magmă în comparație cu nivelurile observate înainte de intruziunea în dike din 10 noiembrie, paralel cu acumulările mai mici de magmă de la Krafla, care au fost suficiente pentru a declanșa noi propagări și erupții ulterioare.
De la începutul cutremurelor și până la 10 noiembrie, terenul de la Svartsengi s-a ridicat cu mai mult de 10 cm într-un interval de 16 zile. După o cedare substanțială de 35 cm, o nouă fază de activitate a dus la o ridicare a terenului de 20 cm într-o perioadă echivalentă de 16 zile. Aceeași fază a atins apoi un vârf de aproximativ 35 cm înainte de prima erupție din 18 decembrie a aceluiași an, atingând astfel aceeași înălțime ca înainte de subsidență. De obicei, terenul suferă o coborâre bruscă înainte de fiecare intruziune și erupție, urmată de o ascensiune treptată după aceea. Subsidența menționată anterior a fost cauzată de mișcarea magmei din Svartsengi, trecând pe sub Grindavík, și extinzându-se spre Sundhnúksgígar la nord-est.

### Cutremurele din martie 2024
Un roi de cutremure la 2 martie 2024 a fost interpretat ca o intruziune de magmă care nu a ajuns la suprafață. Calcule de modelare au indicat că intruziunea de magmă avea o lungime de aproximativ 3 kilometri (1,9 mi), extinzându-se de la Stóra-Skógfell la Hagafell. Magma din această intruziune se afla la o adâncime de 1,2 kilometri (0,75 mi) în punctul său cel mai puțin adânc, ajungând până la aproximativ 3,9 kilometri (2,4 mi). Calculele au estimat că aproximativ 1,3 milioane de metri cubi de magmă s-a scurs în Sundhnúksgígar în timpul transferului de magmă, semnificativ mai puțin decât în cazul evenimentelor anterioare, când s-a estimat că aproximativ 10 milioane de metri cubi s-au scurs din Svartsengi în cratere. Înainte de intruziune, aproximativ 9 milioane de metri cubi se acumulaseră în camera de sub Svartsengi. Magma caută de obicei calea celei mai mici rezistențe către suprafață și este dificil de stabilit ce a împiedicat acest lucru în timpul evenimentului. Potențialele obstacole din calea magmei, volumul sau presiunea insuficiente pentru a deschide o fisură de ventilație sau o combinație a acestor factori ar fi putut juca un rol. Intruziunea de magmă s-a comportat diferit față de transferurile anterioare, justificând investigații suplimentare pentru a îmbunătăți înțelegerea naturii unor astfel de evenimente în zonă și pentru a anticipa evoluțiile viitoare.

## Erupții

### Erupția din decembrie 2023

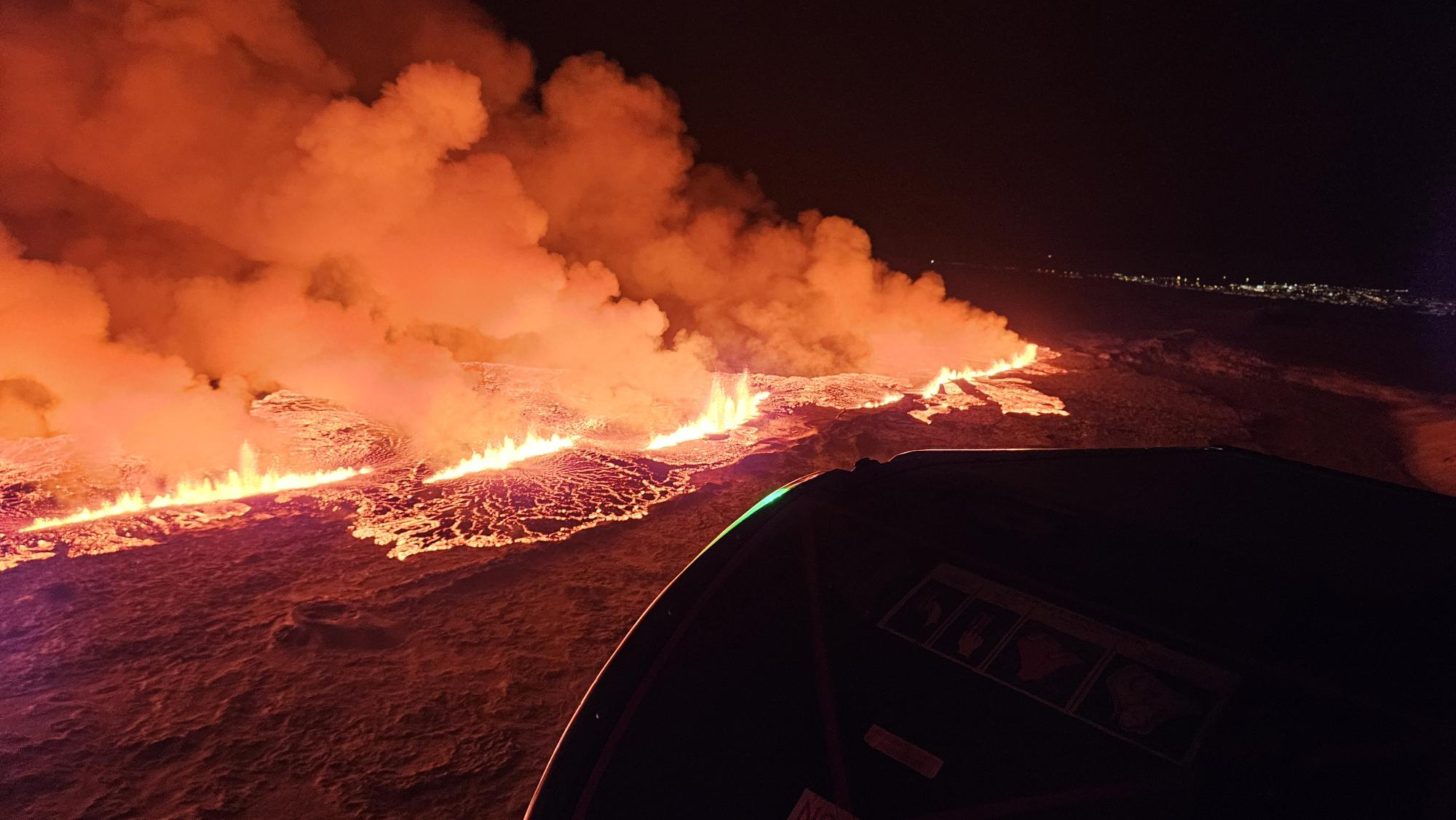
Erupția din 18 decembrie 2023 fotografiată dintr-un elicopter al Gărzii de Coastă islandeze. În dreapta, în fundal, este vizibil Grindavík, Islanda

La 18 decembrie 2023, a avut loc o erupție la aproximativ 22:17 UTC, în urma unei serii de cutremure mici, indicatorii inițiali apărând cu aproximativ 90 de minute mai devreme. Oficiul Meteorologic Islandez (IMO) a localizat originea erupției lângă Hagafell, aproximativ 4 kilometri (2,5 mi) nord-est de Grindavík, și a observat că erupția a pornit de la o fisură cu o lungime de până la 4 kilometri (2,5 mi), cu lavă curgând la o rată de aproximativ 100-300 metri cubici pe secundă adăugând că activitatea seismică părea să se îndrepte spre direcția Grindavík. Fisura eruptivă a urmat aproximativ linia rândului craterului Sundhnúksgígar format în urma erupțiilor anterioare de acum mai bine de 2.000 de ani. Un oficial al Apărării Civile islandeze a informat postul public de televiziune al țării, RÚV, că erupția s-a produs rapid și părea a fi „un eveniment destul de mare”. Erupția a fost caracterizată la acel moment ca fiind cea mai mare din Peninsula Rykjanes de la începutul activităților eruptive în 2021, cu fântâni de lavă, înalte de până la 100 metri (330 ft), și a fost vizibilă până în capitala Reykjavík, la 42 kilometri (26 mi) distanță.
Oamenii de știință au estimat, prin modele de calcul că aproape 20 de milioane de metri cubi de magmă s-au acumulat în cameră, situată la câțiva kilometri adâncime, înainte de erupția din decembrie 2023. Din aceasta, aproximativ 12 milioane metri cubi au urcat spre intruziune, inițiind erupția. Câmpul de lavă a acoperit o suprafață totală de aproximativ 3,4 kilometri pătrați. Într-o singură zi, în timpul erupției, eliberarea de dioxid de sulf a fost de aproximativ 30.000-60.000 tone (30.000-59.000 tone lungi; 33.000-66.000 tone scurte). Acest dioxid de sulf a reacționat ulterior cu vaporii de apă din atmosferă pentru a forma acid sulfuric (H2SO4) și mai toxic. Emisia a fost proporțional de aproximativ zece ori mai mare decât producția de gaze observată în erupțiile anterioare de la Fagradalsfjall.
După declanșarea erupției, Garda de Coastă Islandeză a trimis un elicopter în zonă pentru a monitoriza activitatea. Au fost raportate numeroase întârzieri la Aeroportul Internațional Keflavík, care a rămas deschis. Spa-ul Laguna Albastră, care se redeschisese cu o zi înainte, nu a acceptat rezervări în noaptea erupției. Poliția a ridicat nivelul de risc, în timp ce autoritățile de apărare civilă au avertizat publicul să nu se apropie de zonă până când personalul de urgență evaluează situația. Până la 19 decembrie, mirosul de fum și cenușă a fost detectat până la 30 kilometri (19 mi) de locul erupției, stârnind temeri că gaz vulcanic ar putea ajunge la Reykjavík până a doua zi. Cu toate acestea, gazul nu s-ar extinde niciodată la niveluri periculoase acolo; ar putea provoca cel mult un disconfort ușor. În aceeași zi, Paza de Coastă islandeză a salvat cu ajutorul unui elicopter un bărbat care se rătăcise în apropierea locului erupției. Autoritățile au sfătuit cetățenii care se aflau în oraș în timpul erupției să evacueze prin Ruta 427 (Suðurstrandarvegur), deoarece erupția a fost cel mai probabil să amenințe Ruta 43 (Grindavíkurvegur). Oficialii au declarat că locuitorilor din Grindavík li se va permite să revină în oraș. Această erupție, împreună cu erupția din august-septembrie 2024, rămâne singura din serie care nu a provocat daune infrastructurii. Pe 21 decembrie, OMI a declarat oficial că erupția s-a încheiat după o scădere semnificativă a activității.

### Erupția din ianuarie 2024

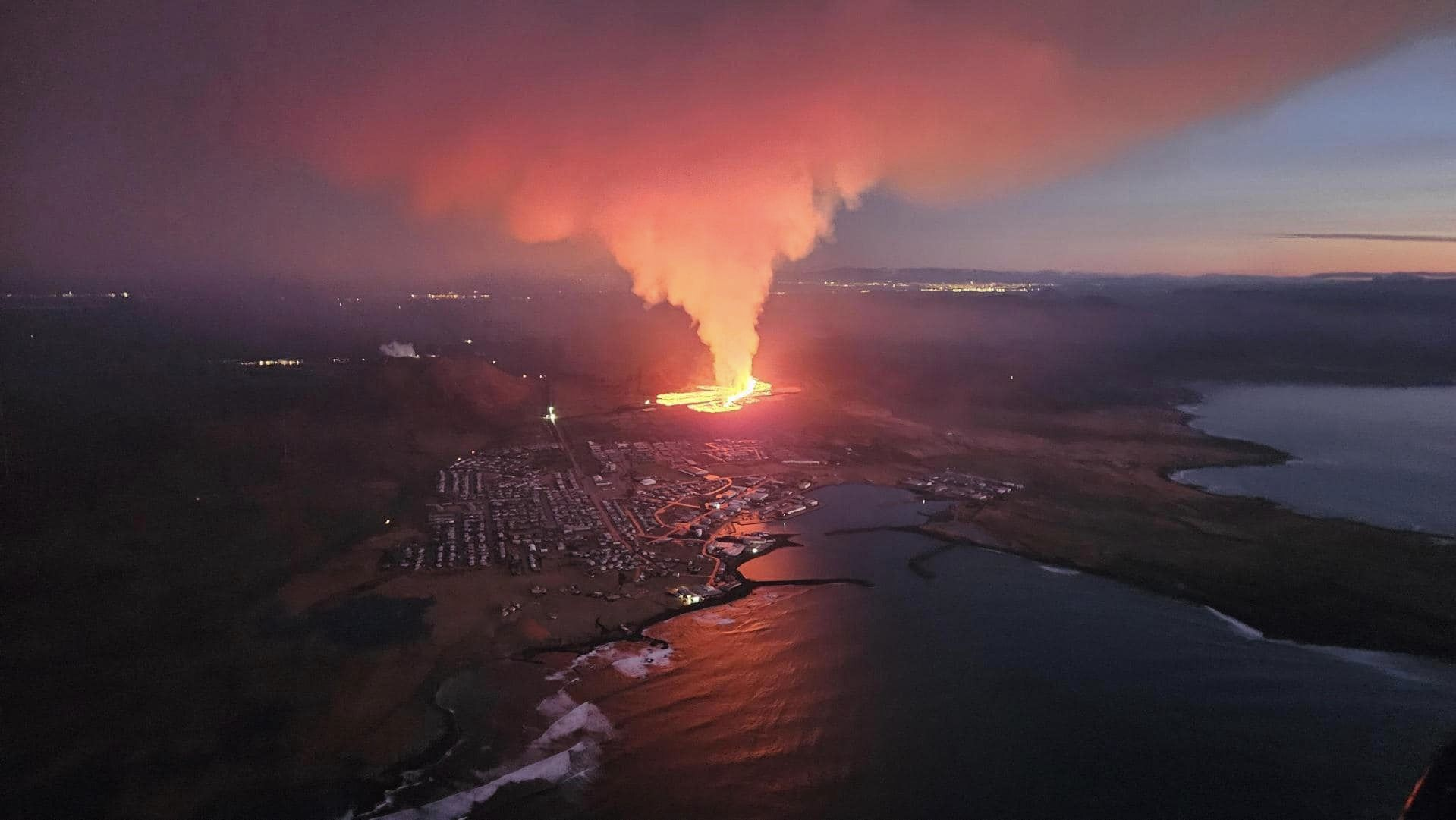
Fotografie aeriană a erupției din 14 ianuarie 2024

La 14 ianuarie 2024, la aproximativ 7:57 UTC, o a doua erupție vulcanică a început la aproximativ 400-500 metri nord de Grindavík, în urma activității seismice provenite din craterul Sundhnúksgígar cu aproximativ 5 ore mai devreme. Deși descris ca „nu foarte mare”, au apărut fisuri pe ambele părți ale apărării anti-lavă, și s-a estimat că lava ar putea ajunge în oraș în 24 de ore. A fost lansată o misiune de succes pentru salvarea mai multor utilaje grele în valoare de aproximativ 800 de milioane ISK, care au fost folosite la construirea barierelor. Fluxul de lavă a tăiat unul dintre drumurile principale care duc în Grindavík, și fisura inițială s-a extins până la 900 metri. Înainte de erupție, mai mult de 11 milioane de metri cubi de magmă se acumulaseră sub zona Svartsengi, doar o mică parte din aceasta fiind emisă la suprafață. Această acumulare a contribuit probabil la formarea unei noi văi graben în zonă.

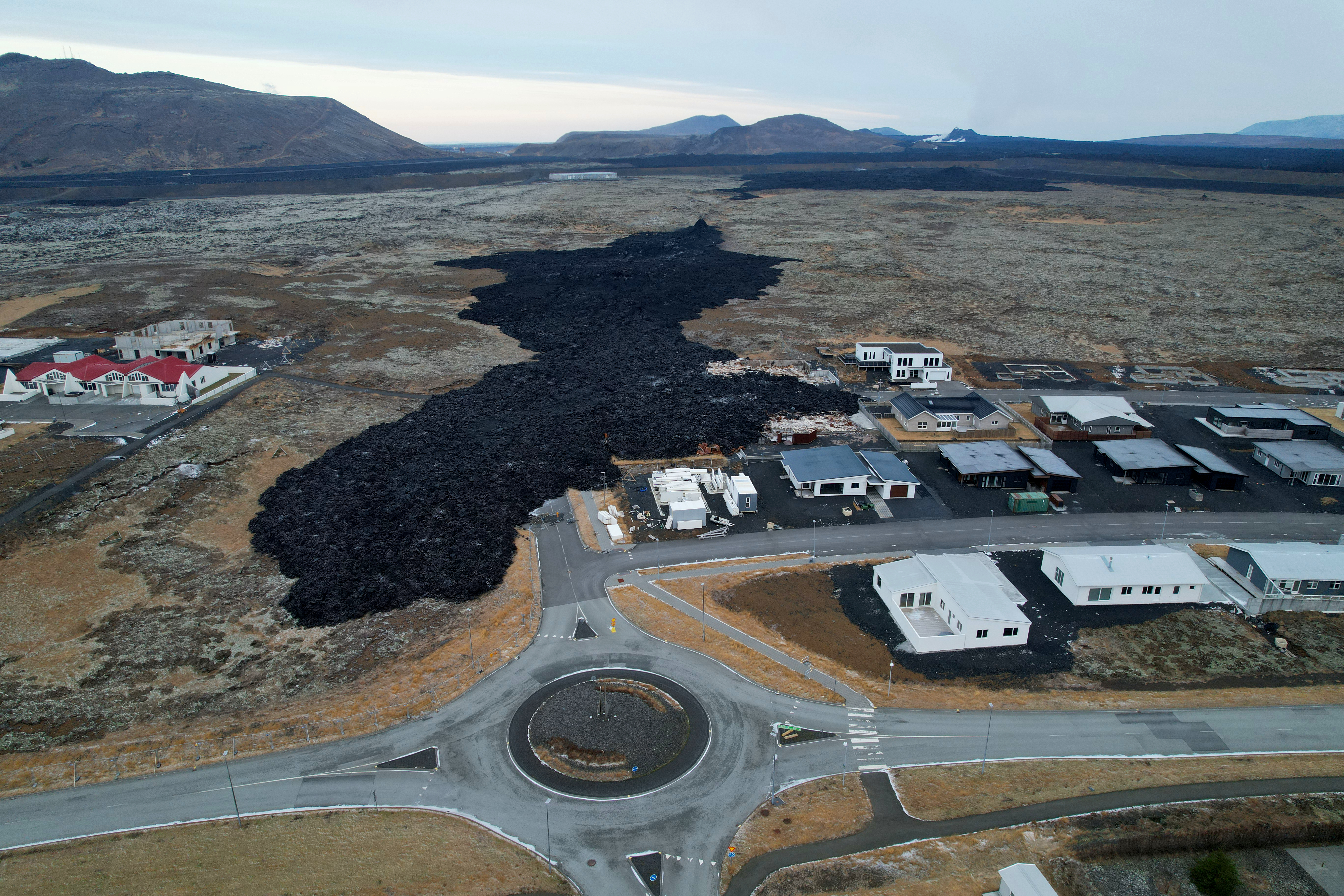
Trei case din Grindavík au fost distruse de un flux de lavă

Înainte de începerea erupției, oamenii de știință au observat că intruziunea magmei pare să fi ajuns sub orașul Grindavík. Doar câteva ore mai târziu, în jurul prânzului, o altă fisură de ventilație măsurând aproximativ 100 de metri s-a deschis la doar câteva zeci de metri de cele mai îndepărtate case ale orașului, incendiind ulterior trei case înainte de a înceta după câteva ore. Au fost emise din nou ordine de evacuare în Grindavík, iar Garda de Coastă islandeză a trimis un elicopter pentru a monitoriza situația. Dr. Evgenia Ilîinskaia, un vulcanolog de la Universitatea din Leeds, a sugerat că această erupție indică faptul că Peninsula Reykjanes ar putea intra într-o perioadă lungă de erupții frecvente, care ar putea dura secole. Ea s-a referit la această perioadă ca la noile incendii de la Reykjanes, făcând o paralelă cu un eveniment similar din secolul al XIII-lea, care a marcat precedenta perioadă vulcanică activă din Peninsula Reykjanes.
Până la 15 ianuarie, activitatea vulcanică „a scăzut considerabil”, și erupția a fost declarată terminată pe 16 ianuarie 2024, imediat după miezul nopții. În urma erupției, oamenii de știință au descoperit o nouă vale graben, situată mai la est decât cea formată în timpul intruziunii din noiembrie 2023. Noua vale măsura până la 1 km lățime și 30 cm adâncime, spre deosebire de valea mai veche, care atingea până la 2 km în lățime și 1,3 m în adâncime. Ulterior, o fisură adâncă s-a deschis și în orașul Grindavík. Această erupție a fost cea mai mică când s-a terminat, afectând doar aproximativ 0,7 kilometri pătrați (0,27 mi2) și producând aproximativ 2 milioane de metri cubi de lavă. Descărcarea maximă de lavă a fost 100-200 de metri cubici pe secundă. Aceasta rămâne singura erupție care a atins efectiv granițele orașului.

### Erupția din februarie 2024

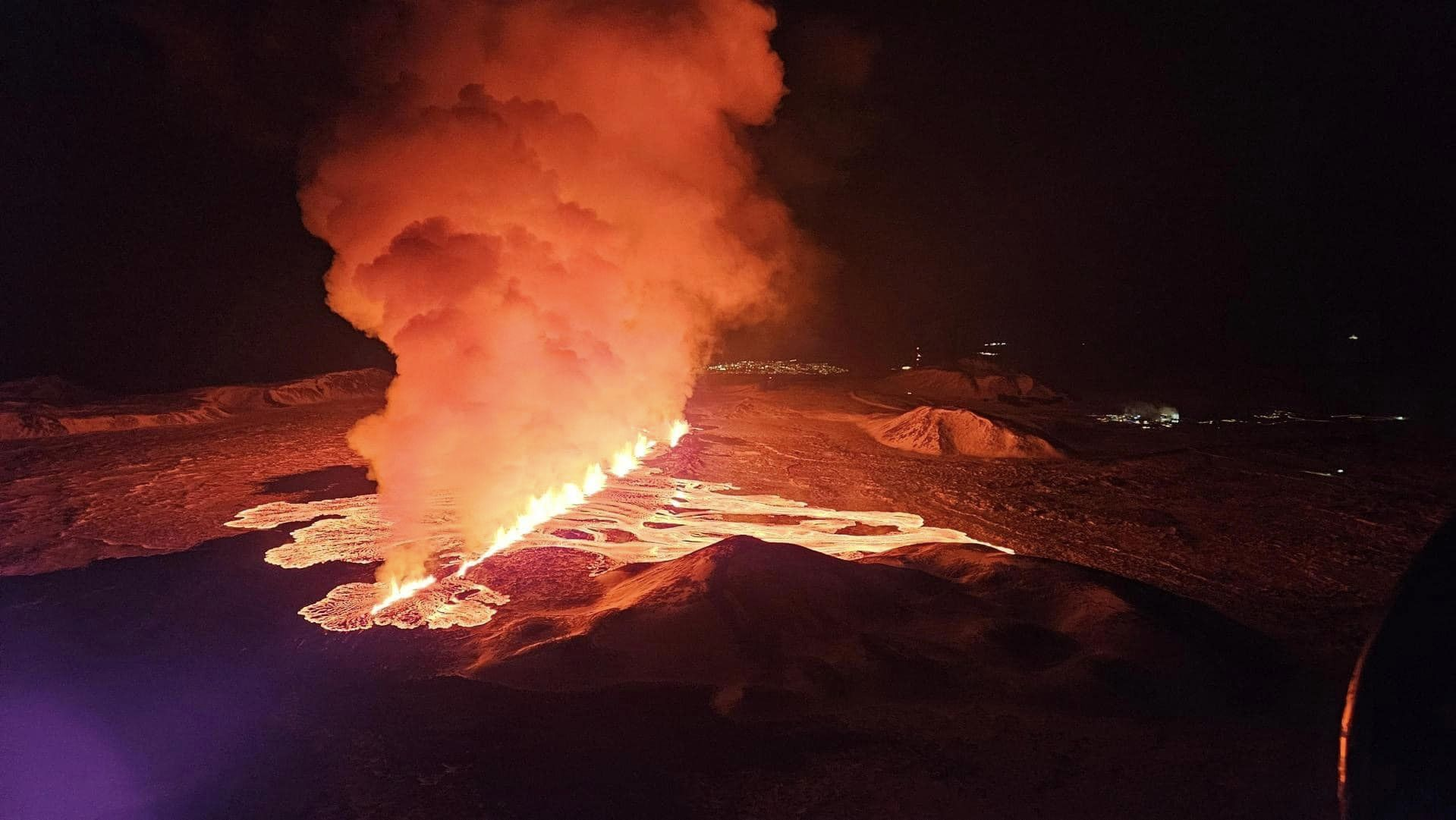
O fotografie a erupției din 8 februarie 2024

Pe 8 februarie 2024 la ora 6:03 UTC, a treia erupție a început la nord de Sýlingarfell în urma unei activități seismice intense care a început cu aproximativ 30 de minute înainte. Erupția a produs fântâni de lavă cu o înălțime între 50–80 metri (160–260 ft) și un penaj vulcanic de până la 3 km. O fisură lungă de 3 km s-a deschis în aceeași zonă ca erupția din decembrie 2023, între craterele Sundhnúksgígar și dealul Stóra-Skógfell, la aproximativ 4 kilometri (2,5 mi) nord-est de Grindavík. Aproximativ două treimi din lavă s-au scurs spre vest în zona Svartsengi, extinzându-se până la 4,5 kilometri (2,8 mi) de centrul erupției. Lava a reprezentat un flux de aproximativ 600 de metri cubici pe secundă în primele șapte ore.
La mai puțin de trei ore de la începerea erupției, se spunea că infrastructura „nu este în pericol în acest moment”. Cu toate acestea, o oră mai târziu, s-a estimat că exista riscul ca frontul de lavă să curgă peste conducta principală de furnizare a apei calde de la centrala electrică Svartsengi. La cinci ore de la începerea erupției, autoritățile au declarat situația „foarte gravă”, iar în a șasea oră, lava se scursese deja peste conductă, provocând daune grave infrastructurii din apropierea centralei electrice Svartsengi, deși Grindavík a rămas la o distanță sigură. Toate localurile din zona Laguna Albastră au fost evacuate în noaptea dinaintea erupției, având ca indicatori cutremurele. Spre deosebire de erupțiile anterioare din peninsulă, erupția din 8 februarie a produs cantități de cenușă neagră amestecată cu aburi, despre care se presupune că ar fi rezultatul fierberii apelor subterane și amestecării acestora cu magma pentru a crea cenușă.
Activitatea vulcanică s-a diminuat mai târziu în ziua erupției și s-a oprit complet în după-amiaza zilei de 9 februarie. Pe 10 februarie, Oficiul Meteorologic Islandez (IMO) a declarat oficial că erupția s-a încheiat. Această erupție a cauzat până acum cele mai mari pagube infrastructurii, dar este și cea mai scurtă de până acum, durând doar aproximativ o zi și jumătate. Fluxul rapid și insidios de lavă a luat prin surprindere echipele de intervenție din zonă, o serie de evenimente nefericite permițând rocilor topite să invadeze nestingherite infrastructurile. Deși aproximativ 10 milioane de metri cubi de magmă s-a adunat sub Svartsengi chiar înainte de eveniment, IMO a estimat că 13 milioane de metri cubi de lavă a erupt doar pe 8 februarie. Lava a acoperit aproximativ 4 kilometri pătrați (1,5 mi2) după încheierea erupției.

### Erupția din martie-mai 2024

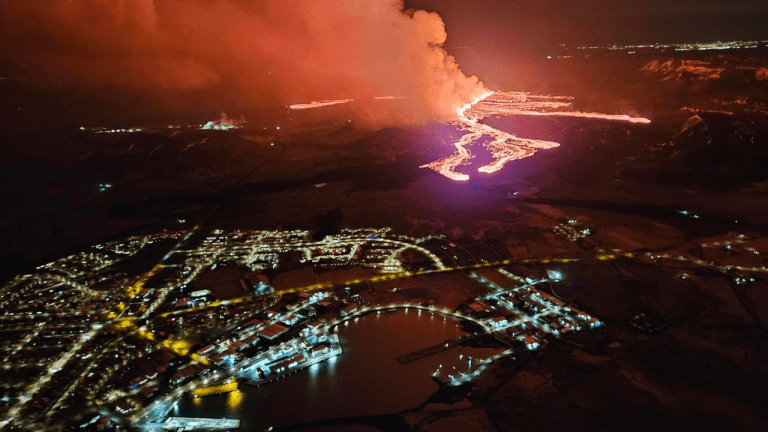
Fotografie aeriană a erupției de lângă Grindavík din 16 martie 2024

Pe 16 martie 2024, a patra erupție a început la 20:23 UTC, cu semne inițiale slabe apărute cu mai puțin de o oră mai devreme între Hagafell și Stóra-Skógfell. În primele ore s-au format fântâni de lavă impresionante, atingând înălțimi de câteva zeci de metri. Atât Laguna Albastră, cât și Grindavík au fost evacuate. O fisură de 3 km s-a deschis, producând două fluxuri de lavă care merg în direcții diferite. Primul a fost văzut mișcându-se în direcția vest spre Laguna Albastră și centrala electrică Svartsengi și a ajuns la Drumul 43 (Grindavíkurvegur) care duce în Grindavík, stârnind îngrijorare că ar putea deteriora cablurile de fibră optică așezate pe drum și ar putea cauza întreruperi ale internetului și telecomunicațiilor. Al doilea flux de lavă a fost văzut deplasându-se spre sud, atingând barierele de protecție din estul orașului Grindavík la o viteză de 1 kilometru pe oră. Oficiul Meteorologic Islandez (IMO) a declarat că erupția a fost „semnificativ mai amplă” decât erupția din luna precedentă, în timp ce un geofizician care a observat erupția în timpul unui zbor cu elicopterul a descris erupția ca fiind „cea mai puternică” de până acum din secvența actuală de erupție. O stare de urgență a fost din nou declarată în regiune în ziua erupției, așa cum s-a întâmplat în timpul erupțiilor anterioare din serie, dar a fost retrogradată ulterior în etape. Activitatea vulcanică s-a diminuat substanțial în zilele și săptămânile următoare erupției, dar a continuat totuși.
În timpul fazei inițiale a erupției, rata fluxului de lavă a crescut la 1.100-1.200 metri cubici pe secundă în prima oră. Cu toate acestea, această intensitate a scăzut rapid, rata de ejecție scăzând la aproximativ 100 metri cubici pe secundă în decurs de șase până la opt ore de la debut. La 17 martie 2024, la o zi după începerea erupției, câmpul de lavă nou format acoperea aproape 6 kilometri pătrați (2,3 mi2). La 20 martie, producția medie de lavă a scăzut la aproximativ 15 metri cubici pe secundă. Între 20 și 27 martie, fluxul mediu de lavă s-a redus la aproximativ 7.8 ± 0.7 m3/s. Între 27 martie și 3 aprilie, fluxul mediu a fost estimat la 6.6 ± 0.3 m3/s, scăzând în continuare la 3.6 ± 0.7 m3/s între 3 și 8 aprilie. Patul de lavă s-a extins până la 9 aprilie, acoperind o suprafață de 6,14 kilometri pătrați (2,37 mi2), cu un volum de 31,3 milioane de metri cubi, și a rămas un singur crater activ. În toată această perioadă, a existat o mișcare consistentă a terenului în sus din cauza curgerii magmei. În prima jumătate a lunii aprilie, rata medie de ejecție a continuat să scadă la aproximativ 3-4 metri cubici pe secundă. În ultimele două săptămâni până la încheierea erupției, rata de ejecție a lavei a scăzut la 1 sau mai puțin m3/s.
A existat un indiciu că magma a ieșit în principal dintr-o cameră mai adâncă și a ocolit depozitul intermediar de la 4–5 kilometri (2,5–3,1 mi) de sub Svartsengi, anterior rezervorul exclusiv pentru ultimele trei erupții. Un astfel de acces direct de la sursa mai adâncă, situată la 8–12 kilometri (5,0–7,5 mi) adâncime, ar fi putut explica activitatea prelungită a erupției. Un studiu recent a arătat că această erupție, împreună cu toate evenimentele anterioare din serie, a demonstrat „variabilitate substanțială geochimică derivată de manta” atribuibilă comportamentului dinamic al magmei în scoarța mijlocie, complicând astfel eforturile de a prezice cu precizie activitatea vulcanică viitoare.
La începutul lunii aprilie 2024, profesorul Þorvaldur Þórðarson, observând scăderea semnalelor de imagistică termică și a producției de magmă, a sugerat că erupția slăbește. Întunecarea gazelor și oprirea ridicării terenului au evidențiat o schimbare în dinamica magmei, dominată acum de sursa de magmă mai adâncă. Acest model a făcut ecou etapelor inițiale ale erupției de la Fagradalsfjall din 2021, marcate de o activitate scăzută a magmei. De asemenea, el a afirmat că o reducere a fluxului de magmă sub 2-3 metri cubici pe secundă ar fi anunțat încetarea erupției în viitorul previzibil. Ridicarea terenului s-a oprit când a început erupția din martie-mai 2024, dar s-a reluat la începutul lunii aprilie într-un ritm mai lent decât după cele trei erupții anterioare. Ca urmare, aproximativ jumătate din fluxul de magmă a fost deviat către camera de magmă mai puțin adâncă, în timp ce cealaltă jumătate a continuat spre suprafață.
Erupția a început cu cea mai scurtă notificare de până acum, marcată de cele mai puține cutremure precursoare și cel mai scurt timp de la aceste semne inițiale până la debutul erupției. În plus, a fost inițial remarcat ca fiind mai intens decât predecesorii săi din serie, stabilind-o drept cea mai energetică activitate vulcanică observată de la erupția de la Bárðarbunga din 2014-2015, până când a fost ulterior depășită de erupția din mai-iunie 2024. Aceasta a fost cea mai lungă dintre cele cinci erupții care au avut loc de la prima din decembrie 2023, persistând timp de 54 de zile. Accesul în zona de erupție a fost interzis, ca și în cazul erupțiilor anterioare. Totuși, unii turiști au fost prinși și întorși înapoi, deși aceasta nu a fost o problemă semnificativă.
După aproape 24 de ore fără activitate de lavă din crater, erupția a fost declarată oficial încheiată pe 9 mai. Până la încetarea erupției, câmpul de lavă s-a extins ușor până la aproximativ 6,2 kilometri pătrați (2,4 mi2), față de acoperirea sa inițială de puțin sub 6 kilometri pătrați (2,3 mi2) după prima zi de erupție. Volumul total de lavă produs este estimat la aproximativ 35 de milioane de metri cubi. Potrivit Institutului de Științe ale Pământului de la Universitatea din Islanda, deși această erupție a fost semnificativ mai mică decât cea din 2021, volumul său a fost de trei ori mai mare decât cel al erupțiilor din decembrie 2023 și februarie 2024.

### Erupția din mai-iunie 2024

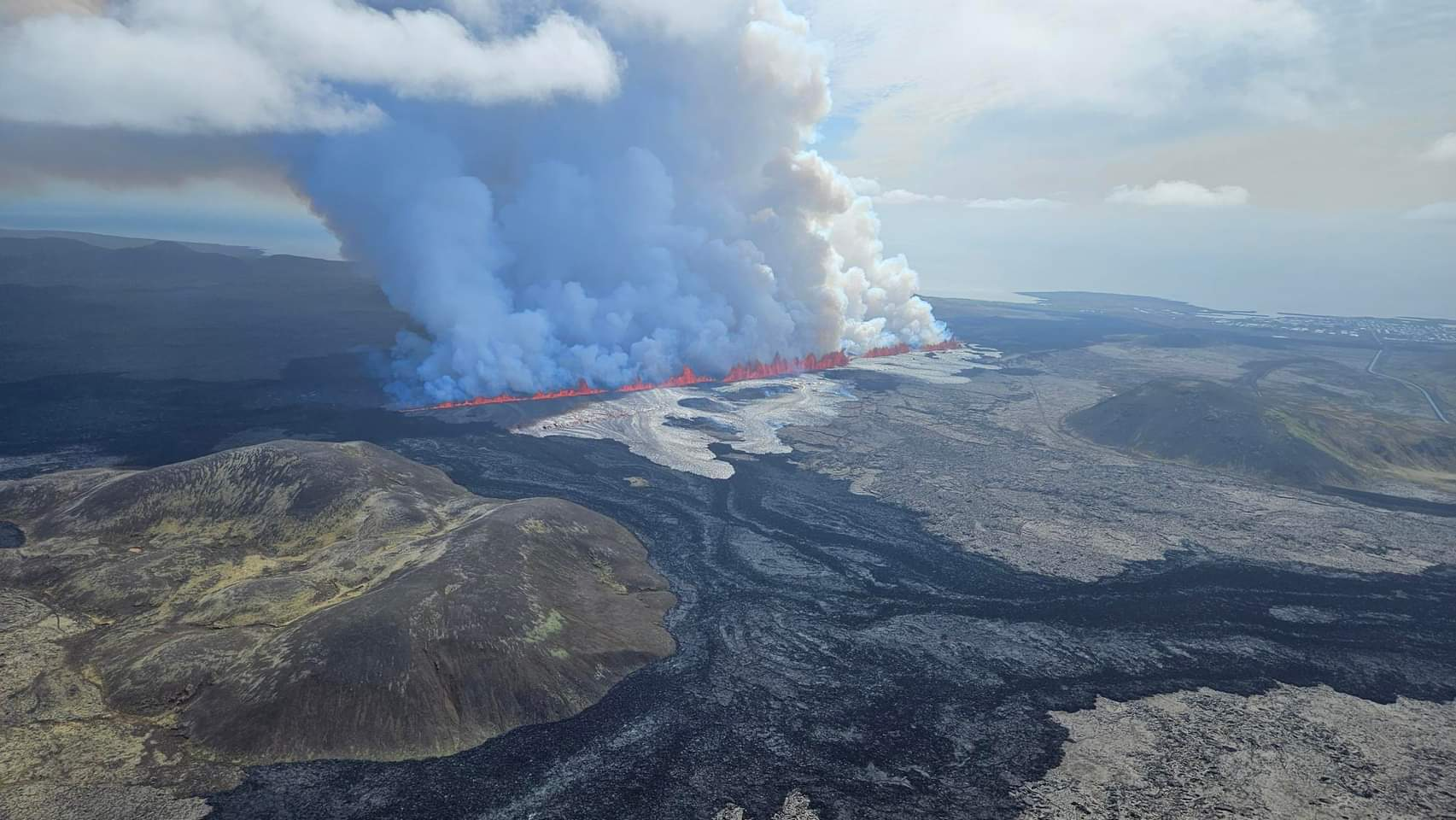
Erupția din 29 mai 2024 imediat după ce a început

Pe 29 mai 2024, la ora 12:45 UTC, a început o a cincea erupție în urma deschiderii unei fisuri lângă Sundhnúksgígar, după ce un roi de cutremure începuse în zonă cu aproape 2 ore mai devreme. Această erupție a produs fântâni de lavă care au atins înălțimi de 60–70 metri (200–230 ft) și pene care au urcat până la o altitudine de 3,5 kilometri (2,2 mi). Smog vulcanic, constând în din ioni de sulfat, a fost, de asemenea, detectat departe de Islanda cu imagini din satelit. Fisura a fost estimată inițial la peste 1 kilometru (0,62 mi) în lungime, dar aproximativ o oră și jumătate mai târziu, fisura s-a extins la o lățime de 3,4 kilometri (2,1 mi), în concordanță cu modelul observat în erupțiile anterioare. Evacuările au fost ordonate din nou în Grindavík și la Laguna Albastră. Această erupție a urmat unei săptămâni cu aproximativ 400 de cutremure înregistrate în zonă, în timp ce aproximativ 20 de milioane de metri cubi de magmă s-au acumulat în subteran. Fluxul de lavă în primele patru ore ale erupției a fost estimat la o medie de aproximativ 1.500 de metri cubici pe secundă, depășind recordul precedent al seriei, erupția din martie-mai 2024.
O echipă a Institutului Islandez de Istorie Naturală și a Institutului Național de Cadastru al Islandei a analizat datele colectate de experți din Verkís, Efla și Svarmi în timpul unui zbor cu drona deasupra locurilor de erupție la 3 iunie 2024. Datele au arătat că câmpul de lavă a acoperit o suprafață de 8,6 kilometri pătrați (3,3 mi2) și are un volum de aproximativ 36 de milioane de metri cubi, indicând o rată medie de curgere în acea perioadă de aproape 30 de metri cubici pe secundă. Până la 10 iunie, câmpul de lavă s-a extins la aproximativ 9,2 kilometri pătrați (3,6 mi2) cu un volum total de 41 de milioane de metri cubi, iar fluxul mediu a scăzut la aproximativ 10 metri cubici pe secundă. Lacuri de lavă s-au format ca urmare a acumulării lavei cu o viteză de curgere mică sau inexistentă, în special împotriva Sýlingarfell. În primele zile de la începutul erupției, numărul craterelor active s-a redus la trei, iar aproximativ o săptămână mai târziu, un singur crater a rămas activ până la încheierea erupției.
Datele geochimice inițiale indică faptul că magma nouă și alterată s-a acumulat sub Svartsengi de la începutul lunii aprilie 2024, când a început ridicarea terenului, conducând la erupția din mai-iunie 2024. Magma, distinctă de cea care a alimentat erupția din martie-mai, s-a adunat probabil într-o cameră separată din interiorul scoarței medii și a prezentat un raport K2O/TiO2 scăzut în timpul erupției din mai-iunie, prima de la erupția de la Fagradalsfjall din 2021. Oamenii de știință cred că cele două sisteme magmatice de sub Svartsengi sunt interconectate în adâncul scoarței terestre. La două zile după începerea erupției din mai-iunie, nivelurile de dioxid de sulf din Edinburgh, Scoția au crescut de 2.322 de ori mai mult decât de obicei, cele mai ridicate din ultimii aproximativ 50 de ani, din cauza vânturilor puternice din Atlanticul de Nord. În ciuda nivelurilor ridicate de gaze, autoritățile locale au confirmat că nu a existat nicio amenințare pentru locuitorii din Edinburgh, situat la aproximativ 1.368 kilometri de vulcan. Astfel de fenomene au fost observate în timpul erupțiilor semnificative ale fisurilor din Islanda, cum ar fi erupția de la Bárðarbunga din 2014-2015 din Holuhraun, care a eliberat aproape 12 milioane de metri cubi de dioxid de sulf pe parcursul celor șase luni de activitate, depășind emisiile anuale totale de SO2 ale Europei și afectând mai multe țări de pe continent.
Erupția s-a răspândit rapid în primele ore, extinzându-se de la Stóra-Skógfell în nord-vest până la Fiskidalsfjal în sud-est și ajungând până la Illahraun, la vest de Grindavík. La cea mai intensă intensitate, erupția a eliberat o cantitate mare de cenușă la capătul sudic al fisurii din cauza contactului cu apa subterană acumulată din ploile recente, rezultând numeroase explozii și interacțiuni chiar mai violente decât în erupția din februarie 2024. Lava care curge spre Grindavik a fost deviată de barierele de protecție, dar două dintre cele trei drumuri principale care duc spre oraș au fost tăiate. Activitatea vulcanică a scăzut pe 30 mai și s-a oprit pe 22 iunie. Durând 24 de zile, erupția a produs un volum de aproximativ 45 de milioane de metri cubi și a acoperit o suprafață de 9,3 km2, fiind cea mai mare erupție din această serie din toate punctele de vedere la acel moment. Acest record a fost ulterior bătut de erupția din august-septembrie 2024.

### Erupția din august-septembrie 2024

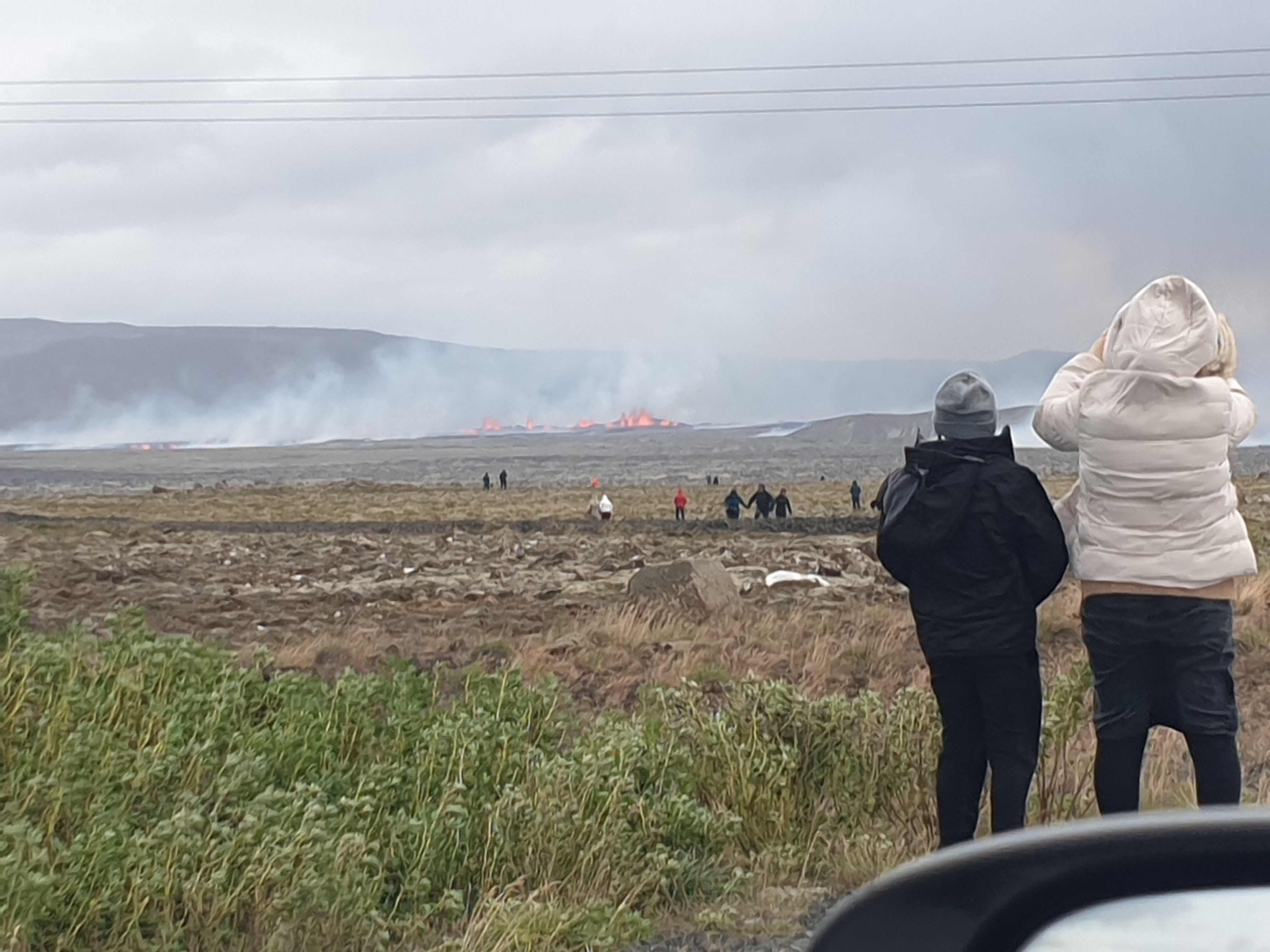
Turiști de lângă Ruta 43 (Grindavíkurvegur) observând erupția la o zi după ce a început

Pe 22 august 2024, a șasea erupție din seria vulcanică în curs de desfășurare a început la aproximativ 21:25 UTC, după o secvență semnificativă de cutremure care a început cu mai mult de 30 de minute mai devreme. Cel mai important cutremur din această serie a înregistrat o magnitudine de 4,1, cel mai mare din zonă din decembrie 2023. La aproximativ 30 de minute de la începutul erupției, fisura nou formată a fost estimată la aproximativ 1,4 kilometri (0,87 mi) în lungime. Fisura s-a extins rapid, ajungând la aproape 4 kilometri (2,5 mi) în alte 40 de minute. Fluxurile de lavă din fisură au avansat aproximativ 1 kilometru (0,62 mi) la fiecare 10 minute în prima jumătate de oră, rata medie a fluxului de lavă din primele ore ale erupției fiind estimată la 2.000 de metri cubici pe secundă, marcând cea mai mare rată înregistrată până acum în serie. La aproximativ cinci ore de la începutul erupției, o nouă fisură de 1 kilometru (0,62 mi) s-a deschis la nord de linia de fisuri deja activă. La apogeul său, oamenii de știință estimează că întinderea totală a fisurilor eruptive a atins aproximativ 7 kilometri (4,3 mi), deși nu toate secțiunile au fost active simultan.
Laguna Albastră a fost evacuată în siguranță, aproximativ 1.300 de oaspeți și angajați fiind relocați fără incidente. Orașul Grindavík din apropiere a rămas în mare parte neafectat, deși locuitorii a peste 20 de case au fost de asemenea evacuați ca măsură de precauție. Aeroportul Keflavík a continuat să funcționeze normal, dar Ruta 41 (Reykjanesbraut) a fost închisă temporar pentru a permite accesul echipelor de intervenție de urgență. Drumul a fost redeschis ulterior, dar cu o limită temporară de viteză de 50 de kilometri pe oră între Ruta 43 (Grindavíkurvegur) și Ruta 421 (Vogavegur) din cauza șoferilor care opreau pe marginea șoselei pentru a vedea erupția, creând un pericol. Autoritățile au fost staționate în apropierea locului erupției pentru a restricționa accesul, deoarece zona este considerată o zonă periculoasă.
Paza de Coastă islandeză a zburat cu elicopterul său pentru a vizualiza erupția, împreună cu oamenii de știință. Condițiile favorabile ale vântului din primele zile ale erupției au direcționat gazele vulcanice spre sud, spre ocean. Ca urmare, gazele vulcanului au fost transportate de vânt către țări precum Scoția și Spania. Erupția a rămas vizibilă din Regiunea Capitalei timp de mai multe zile și a fost observabilă chiar și din orașe mai îndepărtate. La câteva zile după începerea erupției, lava a început să se apropie de o veche zonă de antrenament cu bombe din Vogaheiði. Această zonă a fost folosită de Armata Statelor Unite între 1952 și 1960 pentru exersarea cu explozivi, inclusiv mortiere, ghiulele, și rachete mici, care pot fi mortale pe o rază de 300 metri (980 ft) dacă explodează. Preocupările au apărut din cauza faptului că zona este foarte poluată, iar mulți explozivi neaprinși rămân împrăștiați pe un sit extrem de mare. Lava de la erupție a fost monitorizată îndeaproape pentru a atenua orice risc potențial legat de acești explozivi. Erupția nu a provocat daune infrastructurii.

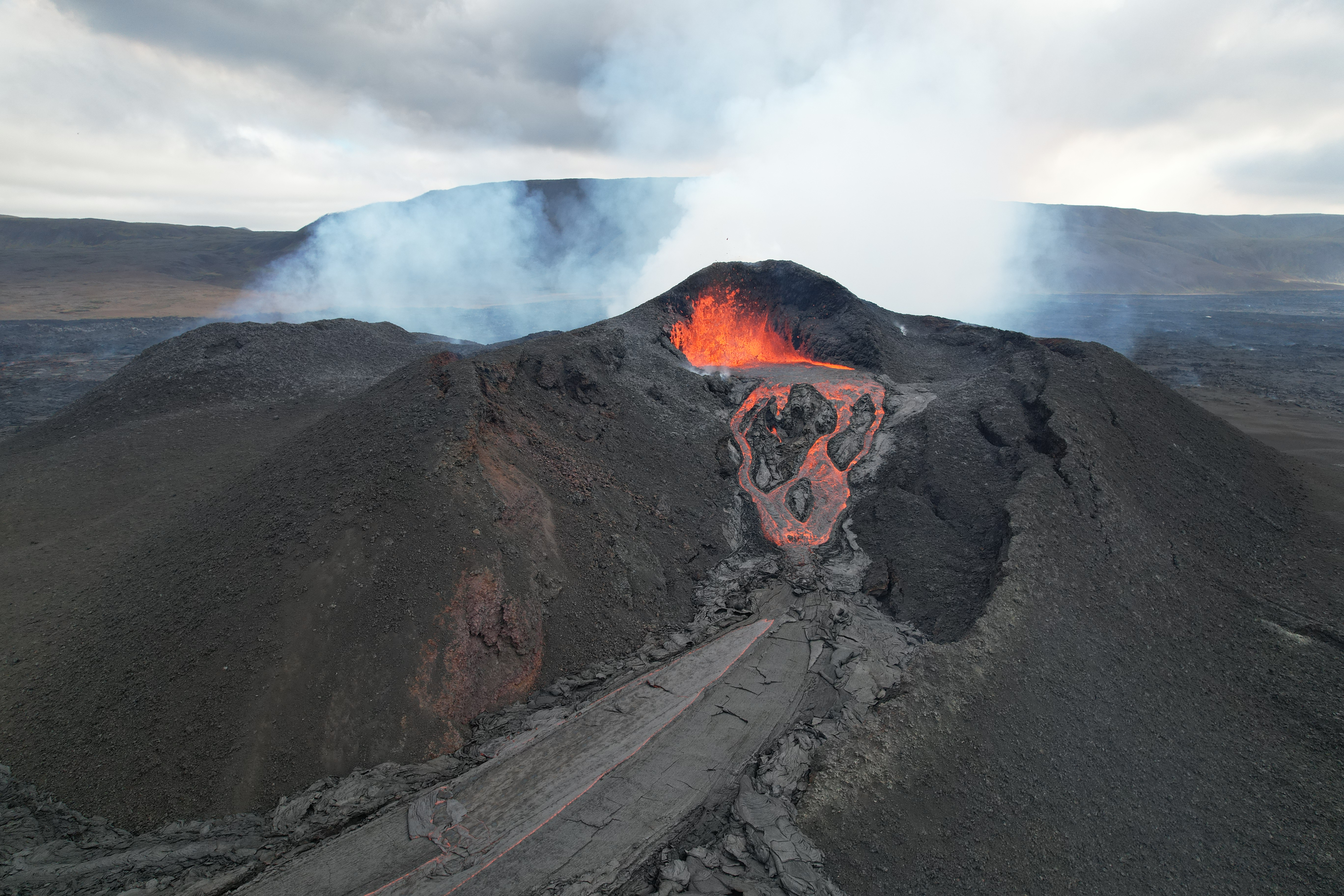
Vulcanul într-una din ultimele zile ale erupției

Lava s-a scurs inițial mai ales spre sud și vest, dar, în ultimele zile, s-a scurs aproape exclusiv spre nord, spre Ruta 41 (Reykjanesbraut), cu doar aproximativ 2.7 km stânga și chiar mai puțină distanță rămasă până la linia electrică Suðurnesjalína, care leagă orașele din Peninsula Reykjanes de Regiunea Capitalei. Erupția a fost prima din serie care a trecut într-o nouă municipalitate, atingând Vogar în nord. Erupția a provocat, de asemenea, până la 40 cm de subsidență din cauza a 17-27 milioane de metri cubi de magmă care curge din rezervorul de sub Svartsengi către lanțul de cratere Sundhnúksgígar. În total, volumul de lavă erupt deasupra suprafeței a atins 61 de milioane de metri cubi, fiind cu aproximativ 15 milioane de metri cubi mai mare decât erupția din mai-iunie 2024. La câteva zile după începerea erupției, rata fluxului de lavă scăzuse sub 100 metri cubici pe secundă, iar zona afectată ajunsese deja la 15,8 kilometri pătrați (6,1 mi2). Până la 3 septembrie 2024, doar două cratere eruptive au rămas active. La 6 septembrie, Oficiul Meteorologic Islandez (IMO) a declarat oficial că erupția s-a încheiat. Având o durată de aproximativ 14 zile, aceasta a fost a treia cea mai lungă din seria recentă de evenimente vulcanice. Potrivit oamenilor de știință, „este evident din calcule de model că niciun volum comparabil de magmă nu a ajuns la suprafață de la debutul activității seismice în toamna anului 2023”.

### Erupția din noiembrie-decembrie 2024

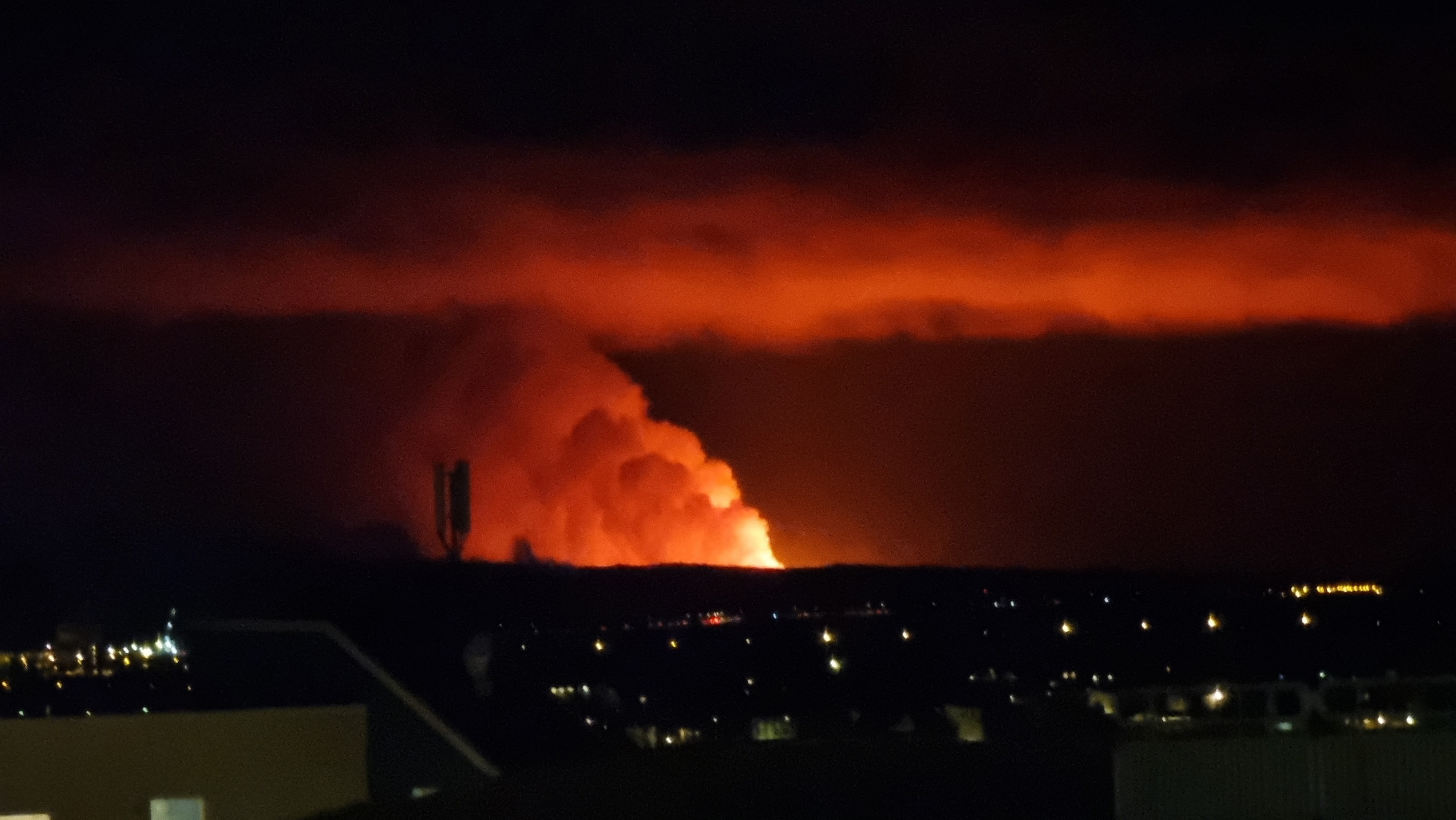
Erupție vizibilă din Reykjavík pe 20 noiembrie 2024

Pe 20 noiembrie 2024, a șaptea erupție dintr-o serie vulcanică în curs de desfășurare a început la ora 23:14 UTC, după o serie de cutremure mici care au început cu peste 40 de minute mai devreme. S-a format o fisură cu o lungime inițială de 2 kilometri (1,2 mi), care s-a extins spre nord-est până la 3 kilometri (1,9 mi) în aproximativ 2,5 ore, cu lavă curgând atât spre vest, cât și spre est. Fluxul de lavă al erupției a fost de aproximativ 1.300 metri cubici pe secundă în primele ore, ceea ce a fost considerabil mai mic decât în cazul erupției din august-septembrie 2024. În primele șapte ore, erupția s-a extins la aproape 7 kilometri pătrați (2,7 mi2), iar lava s-a apropiat rapid de ruta 43 (Grindavíkurvegur), traversând-o la cinci ore de la începutul erupției. Până la ora 11, lava a ajuns în parcarea Laguna Albastră și a înghițit-o, împreună cu o clădire temporară de servicii. La acel moment, lava avansa cu aproximativ 100 metri (330 ft) pe oră. Aproximativ 10 milioane de metri cubi de magmă s-au scurs din camera de magmă în primele ore, aproximativ jumătate din volumul erupției anterioare. După mai puțin de 24 de ore, doar trei cratere au rămas active, cel din mijloc fiind cel care a produs cea mai semnificativă erupție.
Până în a opta zi, câmpul de lavă a atins o suprafață de 9,1 kilometri pătrați (3,5 mi2), cu un volum total de 47 de milioane de metri cubi și un singur crater activ. Rata de efuziune a lavei, deși inițial a scăzut după debutul erupției, s-a stabilizat și a rămas relativ constantă. În aceeași zi, viteza de curgere a lavei a fost măsurată la aproximativ 7-8 metri cubici pe secundă, o scădere substanțială față de prima zi a erupției. Activitatea vulcanică a eliberat, de asemenea, o cantitate estimată 64-71 kilograme pe secundă de dioxid de sulf. În timpul celei de-a doua săptămâni, lava a curs în principal spre sud-est, avansând spre Sandhóll și Fagradalsfjall. În plus, erupția a început să se stabilizeze odată cu atingerea unui echilibru între afluxul de magmă în rezervorul de sub Svartsengi și efuziunea de lavă la suprafață. Singurul crater activ a continuat să crească, stârnind îngrijorare cu privire la potențialul de colaps structural. Până în a treia săptămână, activitatea eruptivă a scăzut treptat, însoțită de o scădere constantă a măsurătorilor tremorelor vulcanice.
La începutul erupției, autoritățile au descris locația sa ca fiind „favorabilă”, deoarece inițial a fost departe de infrastructură. Cu toate acestea, situația s-a schimbat atunci când fluxul de lavă a dezvoltat rapid un canal bine definit. Acest lucru a fost facilitat de modificările din peisaj cauzate de fluxurile de lavă anterioare, care au creat condiții favorabile formării unei căi robuste. Ca urmare, lava a avansat de-a lungul secțiunii nordice a barierei Svartsengi. Erupția a venit ca o surpriză, deoarece modelul erupțiilor anterioare i-a determinat pe oamenii de știință să anticipeze că intruziunea de magmă va continua până în decembrie 2024. Spre deosebire de evenimentele anterioare, nu a existat o creștere semnificativă a activității seismice în săptămânile care au precedat erupția, sugerând o posibilă schimbare în comportamentul vulcanului. Erupția a determinat evacuarea Lagunei Albastre și a peste 50 de case din Grindavík. Autoritățile au instruit oamenii să nu vină în zonă, care a continuat să fie monitorizată îndeaproape pentru siguranță. Deși aproximativ 25 de milioane de metri cubi de magmă s-au acumulat într-o cameră puțin adâncă la o adâncime de aproximativ 5 kilometri (3,1 mi) sub Svartsengi înainte de erupție, aproximativ 49 de milioane de metri cubi de lavă a fost expulzată la suprafață, acoperind o suprafață de aproximativ 9 kilometri pătrați (3,5 mi2). Această discrepanță este atribuită faptului că magma provine dintr-o cameră mai adâncă, echilibrul formându-se treptat între afluxul și refluxul de magmă. Pe măsură ce magma începe să se acumuleze din nou în camera puțin adâncă, este de așteptat ca ridicarea terenului să se reia, indicând probabil pregătirea unei viitoare erupții. Această erupție a fost a doua ca mărime din seria eruptivă în curs, cu un volum total cu aproximativ 12 milioane de metri cubi mai mică decât erupția din august-septembrie 2024, care rămâne cea mai mare din serie.
Fluxul de lavă a înghițit parcarea Lagunei Albastre cu 350 de locuri și a distrus o mică clădire temporară de servicii din zonă. Cu toate acestea, lucrătorii din construcții au reușit să închidă o breșă expusă în bariera de apărare, care a servit drept intrare în zona Lagunei Albastre, împiedicând lava să avanseze mai departe în sit. O zonă de protecție a apei din apropierea stațiunii termale geotermale nu a fost considerată în pericol, iar liniile electrice au suferit doar perturbări minore. Două turnuri de transmisie din zonă au fost ulterior în pericol, deoarece lava a înconjurat umplutura de protecție la baza lor, avansând constant spre fundația din beton și rama din oțel consolidate. Ca răspuns la amenințare, echipajele de pompieri au fost solicitate la fața locului și au desfășurat un aparat pentru a aplica jeturi de apă pe fluxul de lavă, cu scopul de a-i răci suprafața, a-i încetini progresia și a proteja stabilitatea structurală a turnurilor. Pe secțiunea nord-vestică a barierelor de protecție din jurul Svartsengi, lava era pe punctul de a se revărsa, ceea ce a determinat instalarea a 12 tunuri de apă de mare putere de-a lungul unei porțiuni de 360 metri (1.180 ft). Conectate la evacuarea excesivă de apă de la centrala electrică Svartsengi, tunurile au asigurat o alimentare continuă, răcind efectiv lava și oprind înaintarea acesteia. Oficialii au declarat ulterior că efortul a fost încununat de succes. Lucrătorii în construcții au decis, de asemenea, să consolideze barierele din zonă prin creșterea înălțimii acestora. Ultima activitate din craterul activ a fost observată în dimineața zilei de 8 decembrie 2024, iar mai târziu în aceeași zi nu a mai fost detectată nicio activitate, confirmând astfel sfârșitul erupției.

## Incendii de pădure
În primele săptămâni de la începutul erupției din martie-mai 2024, incendii de pădure au izbucnit în zona Svartsengi. Spre deosebire de incendiile extinse din timpul erupției de la Fagradalsfjall din 2023, care s-au extins pe distanțe mari, incendiile au fost limitate la o regiune localizată. Cu toate acestea, solul foarte uscat și briza ușoară au crescut riscul de propagare a incendiilor, în special în condițiile în care temperatura lavei a crescut între 700–800 °C (1.300–1.500 °F). Pompierii din Grindavík și serviciile de protecție împotriva incendiilor din Árnessýsla și Suðurnes, precum și echipa de salvare din Þorbjörn, au întreprins eforturi de stingere a incendiului, caracterizate prin muncă manuală și utilizarea strategică a camioanelor cisternă inclusiv un camion deosebit de puternic al echipei de salvare din Vík í Mýrdal. Echipele de intervenție au reușit să obțină controlul asupra incendiilor la începutul lunii aprilie 2024, majoritatea flăcărilor fiind stinse.
Incendii minore de vegetație au izbucnit din nou în zona Svartsengi la începutul lunii iunie 2024, la scurt timp după începerea erupției din mai-iunie. Pompierii au raportat că, deși stingerea incendiilor a fost ușor de gestionat, ei au trebuit să rămână vigilenți pentru a preveni scăparea de sub control a incendiilor. Incendiile au fost anticipate din cauza perioadei secetoase din zonă care a urmat debutului verii. Câteva zile mai târziu, alte incendii au izbucnit în zonă, similare cu cele stinse anterior. Eforturile de stingere a incendiilor au fost bine susținute de o forță de muncă puternică din Grindavík și de echipe suplimentare din Regiunea Capitalei.
La sfârșitul lunii august 2024, incendii de vegetație au izbucnit în mai multe zone din Peninsula Reykjanes din cauza fluxului de lavă de la erupția din august-septembrie 2024. Șeful pompierilor din Grindavík a declarat că terenul uscat și vânturile puternice au facilitat răspândirea incendiilor. Zona a fost folosită ca teren de antrenament militar de către armata Statelor Unite în perioada postbelică, ceea ce a făcut-o inaccesibilă pentru camioane de pompieri. Incendiile au fost inițial prea aproape de câmpul de lavă pentru ca echipele de intervenție să poată interveni în siguranță, dar pe măsură ce s-au îndepărtat de locul erupției, a devenit disponibil mai mult timp pentru pregătirea stingerii lor.

## Impact

### Grindavík și locuitorii

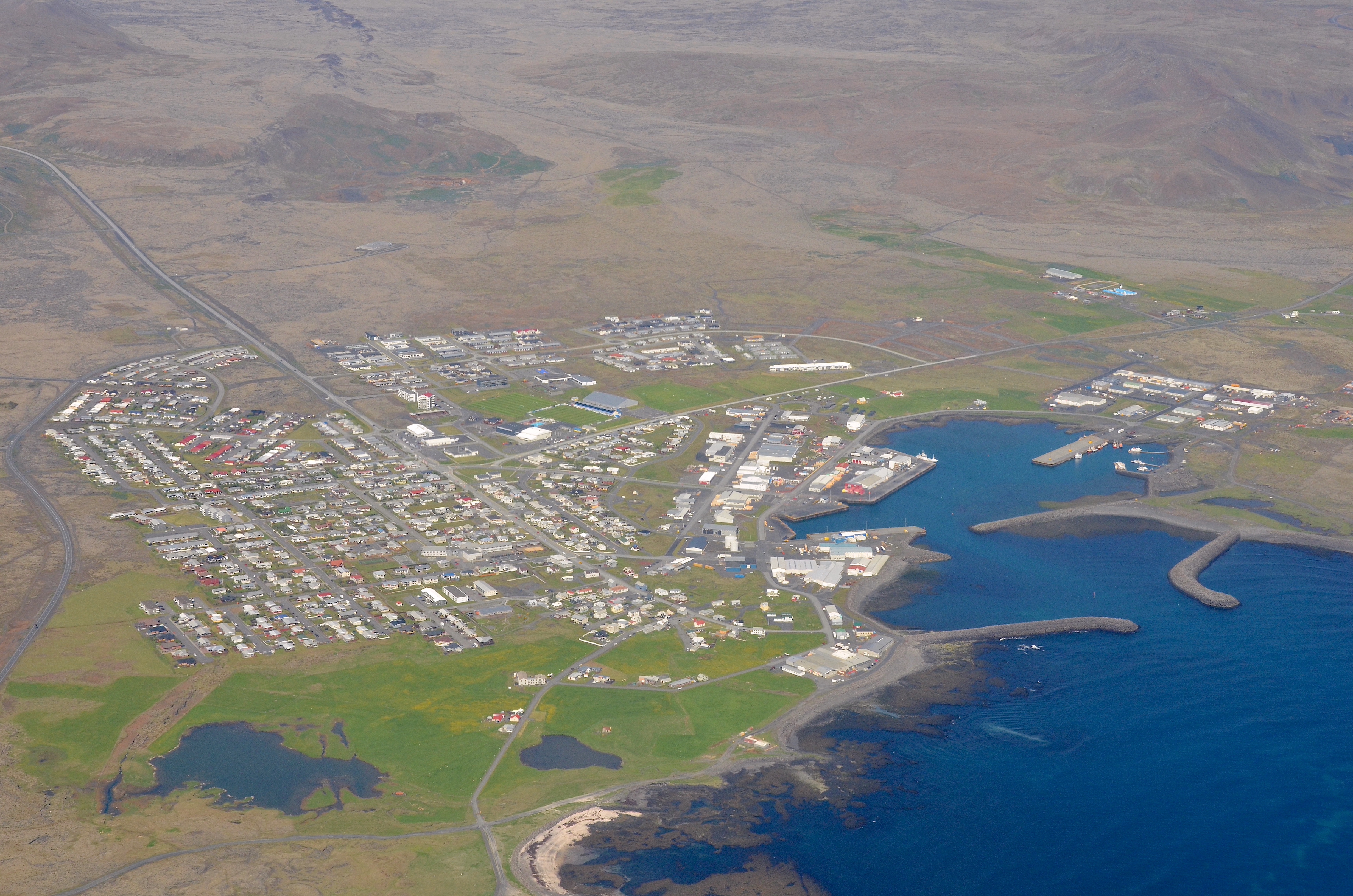
Vedere aeriană a Grindavík înainte de dezastru

În prezent, Grindavík este în mare parte abandonat din cauza activității vulcanice, iar locuitorii săi au fost evacuați, deși li s-a permis să revină pentru vizite scurte, pentru a scoate bunurile din casele și întreprinderile lor. În plus, proprietarilor li se permite să locuiască în proprietățile lor. Aceasta reprezintă prima dată când o întreagă comunitate a fost evacuată în Islanda de la erupția de la Heimaey de la Eldfell din 1973. Orașul a fost redeschis publicului la aproape un an după dezastru. În prezent, este dificil de prezis când Grindavík va redeveni locuibil; totuși, oamenii de știință anticipează că condițiile actuale ar putea persista luni sau chiar ani. Starea actuală de protecție civilă în zonă este clasificată drept „stare de alertă”.
La ora 23: 20 UTC pe 10 noiembrie 2023, Departamentul de Protecție Civilă și Managementul Situațiilor de Urgență a organizat o ședință de informare pentru a anunța o evacuare obligatorie în Grindavík. Înainte de aceasta, rapoartele au indicat că locuitorii s-au mutat deja din cauza cutremurelor persistente care au perturbat somnul și au ridicat îngrijorări cu privire la potențialele consecințe. În timpul evacuării, Crucea Roșie Islandeză a găzduit aproximativ 1.700 de persoane strămutate în trei centre de urgență situate în Keflavík, Kópavogur și Selfoss. Dintre acestea, aproximativ 140 de persoane au petrecut noaptea în aceste centre, în timp ce majoritatea au găsit cazare alternativă în mod independent. Toți locuitorii din zona Grindavík au primit un mesaj SMS de la 112, serviciul de urgență din Islanda, cu titlul „EVACUARE”. În special, două persoane din oraș au dormit din greșeală în timpul evacuării și au fost descoperite de poliție în dimineața următoare. Locuitorii evacuați din Grindavík s-au mutat în 24 de municipalități diferite din Islanda, majoritatea locuind acum în orașul vecin Reykjanesbær.
În urma cutremurului de 5,2 din 10 noiembrie 2023, a fost declarată stare de urgență, iar planurile de evacuare au fost puse în aplicare pentru Grindavík. Acest lucru a culminat cu relocarea a aproape 4.000 de rezidenți, aproape un procent din întreaga populație a Islandei. Departamentul de Protecție Civilă și Management al Situațiilor de Urgență a trimis nava Gărzii de Coastă Islandeze Þór în zonă „în scopuri de siguranță”. De asemenea, au fost închise toate drumurile spre Grindavík, cu excepția cazurilor de urgență și evacuare. Pe 13 noiembrie, autoritățile au permis locuitorilor să revină pentru scurt timp în oraș pentru a-și recupera bunurile. De asemenea, proprietarilor de ambarcațiuni li s-a permis să își scoată navele din port. Guvernul islandez a încercat să găzduiască rezidenții strămutați în case de vacanță și proprietăți puțin utilizate în timpul situației de urgență din noiembrie și decembrie 2023. Subsidența, falia și cutremurele au provocat daune generalizate proprietăților și infrastructurii din oraș. De la dezastrul din noiembrie 2023, subsidența, cutremurele și scurgerile de lavă au dus la întreruperi multiple ale serviciilor de electricitate și apă caldă din oraș. Activitatea seismică a fost acoperită în mod semnificativ de mass-media internațională.
Guvernul islandez a avut în vedere sprijinirea a aproximativ 700 de rezidenți, care fac parte din aproximativ 200 de familii, din populația inițială de 3.700 de locuitori din Grindavík. Proiectul includea achiziționarea a până la 210 apartamente noi prin intermediul a două asociații de locuințe non-profit, în principal în zona Reykjanes și în Regiunea Capitalei. Aceasta urma să fie completată de un sprijin financiar temporar pentru creșterea costurilor locuințelor, întregul sistem de sprijin fiind estimat să coste aproximativ 220-240 de milioane ISK pe lună, sub rezerva unei reevaluări de trei luni cu prelungiri. Această inițiativă a reprezentat un efort cuprinzător de a oferi soluții imobiliare imediate și durabile pentru locuitorii strămutați din Grindavík. La 1 decembrie 2023, guvernul, în parteneriat cu Agenția Imobiliară Guvernamentală, a început să caute proprietăți suplimentare de închiriat temporar de la proprietari privați și corporativi pentru a ajuta rezidenții strămutați din Grindavík, ca parte a unui program mai amplu de sprijin pentru locuințe prestabilit, care include subvenții de salariu și închiriere. O săptămână mai târziu, a fost lansată online o platformă pentru rezidenții din Grindavík, care vizează locuințele temporare din Peninsula Reykjanes, Regiunea Capitalei și municipalitățile învecinate. Aceasta a permis închirierea directă între rezidenți și proprietarii de imobile, susținută de subvenții guvernamentale pentru chirii. Aceste măsuri au fost unele dintre primele acțiuni întreprinse pentru sprijinirea locuitorilor strămutați din Grindavík.
Într-un răspuns de colaborare la dezastrul și incertitudinea continuă din Grindavík, principalele bănci islandeze - Arion Banki, Íslandsbanki și Landsbankinn, în parteneriat cu Finance Iceland - au convenit să renunțe la dobândă și la indexarea creditelor pentru locuințe pentru rezidenții din Grindavík timp de trei luni. Această scutire s-a aplicat împrumuturilor de până la 50 de milioane ISK. Măsura, pusă în aplicare la sfârșitul anului 2023, urmărea să ofere un sprijin echitabil, inclusiv opțiuni precum rambursarea amânată a împrumutului. Fiecare bancă a subliniat în continuare particularitățile acestor măsuri de ajutor, asigurându-se că acestea sunt adaptate nevoilor în continuă evoluție ale clienților lor din Grindavík. Deși aceste măsuri au oferit o ușurare substanțială, proprietarii care se confruntau cu daune ireparabile au fost obligați să aloce o parte din indemnizația lor de asigurare - destinată în principal reparațiilor sau reconstrucției la fața locului - pentru a acoperi o taxă de eliminare. În cazurile în care reconstrucția la locul inițial nu a fost permisă, proprietarilor li s-a permis să utilizeze indemnizația de asigurare pentru a cumpăra case în altă parte. Aceste măsuri au fost ulterior succedate de achiziționarea de către guvern a proprietăților rezidențiale din Grindavík la începutul anului 2024.
La 23 februarie 2024, guvernul islandez a promulgat o lege pentru achiziționarea tuturor proprietăților imobiliare rezidențiale din Grindavík, estimând inițial costul la 61 de miliarde ISK. Cu toate acestea, proiecția actuală indică faptul că cheltuielile totale vor fi de 75 miliarde ISK, inclusiv asumarea tuturor Ipotecilor neplătite. Operațiunea, sub supravegherea nou înființatei companii imobiliare Þórkatla, urmărește să reducă suferința și incertitudinea locuitorilor în urma activităților seismice din noiembrie 2023. De asemenea, legea a acordat rezidenților din Grindavík termen până la sfârșitul anului 2024 pentru a decide dacă doresc să își vândă proprietatea statului. Proprietarii au apoi un drept de prim refuz de a-și răscumpăra proprietățile în termen de trei ani de la intrarea în vigoare a legii. Până la data de 27 noiembrie 2024, Þórkatla, sub supravegherea guvernului, a primit mai mult de 900 de cereri din partea locuitorilor din Grindavík, marea majoritate a acestora fiind finalizate. Un total de aproximativ 930 de proprietăți fac parte din proiect, aproximativ 50% dintre acestea fiind depuse în a doua jumătate a lunii martie 2024, la doar câteva săptămâni de la deschiderea procesului de aplicare. Þórkatla va închiria aceste proprietăți la 25% din rata de piață a Suðurnes pentru a oferi locuințe temporare pentru rezidenții care ar putea dori să locuiască acolo. Deși proprietățile industriale și întreprinderile din oraș nu vor face obiectul achiziției, guvernul islandez va continua să ofere diverse forme de ajutor, inclusiv împrumuturi de sprijin și asistență salarială, oferind în mod constant beneficii suplimentare atât întreprinderilor din oraș, cât și cetățenilor evacuați.
Ca parte a planului cuprinzător al guvernului, care include eforturile Departamentului de Protecție Civilă și Management al Situațiilor de Urgență de a preveni daunele provocate de îngheț în case și de a se asigura că Grindavík rămâne funcțional și sigur pentru locuirea viitoare, până la 100 de electricieni și instalatori au fost mobilizați pentru a efectua reparații critice și modernizări, în principal în perioada noiembrie 2023 - februarie 2024. Această inițiativă a implicat, de asemenea, lucrări esențiale de infrastructură pentru a asigura și menține conexiunile electrice și sanitare dintre oraș și centrală, în special în ianuarie 2024, când conducta de apă a Grindavík a fost înghițită de lava erupției. De asemenea, au fost trimise echipe specializate pentru a umple fisurile și defectele rezultate în urma activității seismice. Acest efort a persistat până în prezent, deși a inclus pauze intermitente.

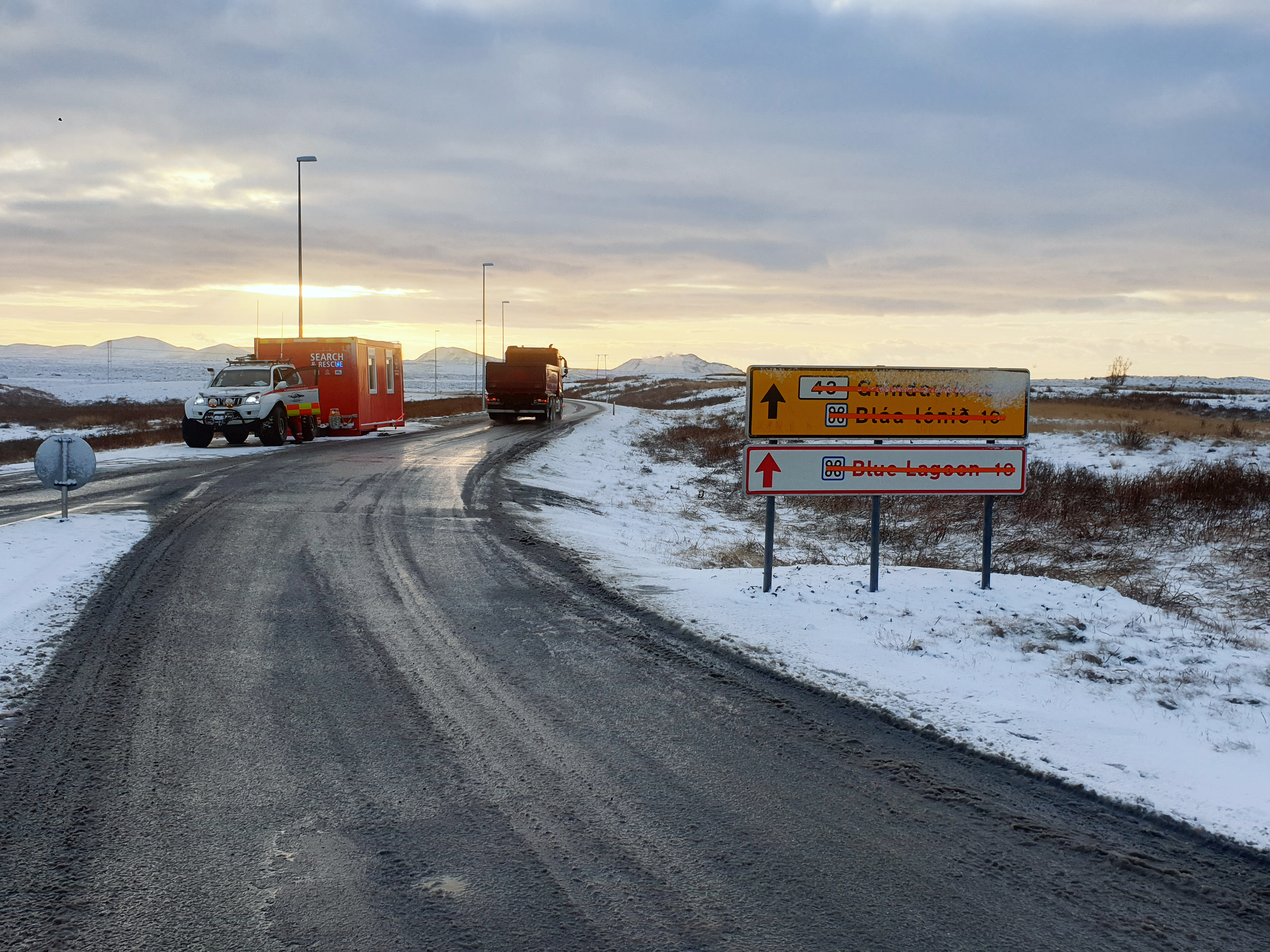
Închiderea drumului spre Grindavík

Comisarul de Stat al Poliției, în consultare cu comisarul de poliție din Peninsula Reykjanes, a retrogradat nivelul de risc în Grindavík de la stare de urgență la stare de alertă, care a fost în vigoare de la 23 noiembrie 2023 până la erupția din 18 decembrie 2023. Această decizie, bazată pe o nouă evaluare a Oficiul Meteorologic Islandez (OMI), a indicat o probabilitate redusă a unei erupții bruște în Grindavík. Rezidenților și întreprinderilor din Grindavík li s-a permis apoi să intre în zonă între orele 7:00 și 21:00 UTC pentru a-și recupera obiectele de valoare, a-și îngriji proprietățile și a desfășura activități comerciale. Cu toate acestea, orașul a rămas închis publicului larg și traficului neautorizat. Au fost stabilite măsuri de siguranță, inclusiv accesul limitat al vehiculelor cu restricționarea anumitor tipuri de transport, constrângeri privind serviciile esențiale și un plan de evacuare pregătit. Zona, aflată sub supraveghere continuă, este încă considerată periculoasă. Locuitorii au fost sfătuiți să țină evidența obiectelor de valoare luate și să își contacteze companiile de asigurări, precum și să fie precauți deoarece casele ar putea fi nesigure. După evacuarea orașului, a fost declarată stare de urgență la începutul fiecărei erupții ulterioare, subliniindu-se riscul semnificativ implicat. La încheierea fiecărei erupții, starea a fost redusă sistematic la starea de alertă. Aproximativ 120 până la 150 de locuitori fac naveta zilnic la muncă în oraș, angajându-se în sarcini precum descărcarea nave de pescuit și efectuarea de reparații de construcție în port în urma subsidenței și a cutremurelor din noiembrie 2023.
De la dezastrul din noiembrie 2023, au existat mai multe cazuri de tensiuni și nesupunere din partea locuitorilor din Grindavík. În decembrie 2023, un cuplu a fost prins în timp ce stătea în casa lor pentru mai multe nopți și a fost amenințat cu arestarea din cauza reglementărilor în vigoare la acea vreme. În prima zi a erupției din mai-iunie 2024, trei locuitori din Grindavík au refuzat să părăsească orașul. Poliția nu a folosit forța, deoarece evacuarea a fost doar un avertisment din partea autorităților. Cu toate acestea, echipele de intervenție au ales ulterior să evacueze, iar cele trei persoane au decis ulterior să plece și ele, deoarece erau singurele rămase în oraș în timp ce erupția se desfășura în apropiere. În plus, două procese au fost depuse împotriva statului cu privire la restricțiile de acces în Grindavík, unul de către un individ și celălalt de către un sindicat.
În urma dezastrului din noiembrie, Grindavík a fost supus unor reglementări stricte, care au inclus ore specifice de deschidere și închidere. Autoritățile au creat, de asemenea, o hartă a pericolelor pentru locuitori și alte persoane din zonă, care este actualizată periodic pentru a reflecta situația actuală. În urma accidentului din 10 ianuarie 2024, în care un muncitor a căzut într-o crăpătură, Apărarea Civilă a impus o interdicție temporară privind toate reședințele și operațiunile din oraș, considerând condițiile de la acel moment inacceptabile. La sfârșitul lunii februarie 2024, Comisarul de Stat al Poliției a autorizat accesul aproape nelimitat în oraș pentru grupurile desemnate, deși cu un accent clar pe faptul că „rezidenții și angajații intră în oraș pe propriul lor risc”. Șeful poliției a mai subliniat că Grindavík nu este potrivit pentru copii din cauza absenței școlilor funcționale, a stării compromise a infrastructurii și a posibilelor defecte ascunse din oraș. Accesul a fost strict limitat la locuitori, angajați și personal autorizat din mass-media timp de aproape un an. Deși proprietarii de locuințe au voie să rămână peste noapte în casele lor, șeful poliției le recomandă insistent să nu o facă. Numărul persoanelor care aleg să locuiască în Grindavík a crescut în ultimele luni, numărul locuințelor ocupate variind acum între 50 și 60. De la redeschiderea Grindavík în octombrie 2024, mulți turiști au vizitat orașul pentru a observa pagubele cauzate de cutremurele din noiembrie 2023. Autoritățile îi consideră un grup cu risc ridicat, deoarece este puțin probabil să fie pe deplin informați cu privire la situația actuală.
Pentru a spori măsurile de securitate existente, care au implicat trimiterea de mesaje de avertizare prin SMS către locuitorii din zonă, sirene de avertizare în caz de urgență au fost testate înainte de erupția din martie-mai 2024. Sirenele de avertizare nu au mai sunat în Islanda din aprilie 2000, după ce au fost ulterior scoase din funcțiune. În locul sirenelor de avertizare, a fost dezvoltat un sistem dial-out pentru toate telefoanele mobile. Sirenele de avertizare au fost, printre altele, scoase din uz deoarece au fost considerate costisitoare și nesigure în exploatare. Sistemul cuprinde în prezent trei sirene situate în Grindavík, cu sirene suplimentare instalate la centrala electrică Svartsengi și la Laguna Albastră.
Principala preocupare și risc în Grindavík provine în prezent din crăpăturile extinse și falile care au apărut, majoritatea formate în timpul subsidenței din noiembrie 2023. Unele dintre aceste fisuri preexistente s-au extins în urma erupțiilor ulterioare, iar altele noi s-au format. Înainte de evenimentul din noiembrie, autoritățile erau conștiente de existența fisurilor; cu toate acestea, multe structuri și elemente de infrastructură au fost construite peste aceste fisuri vechi, ignorând potențialul de reactivare a acestora după mai mult de 2.000 de ani de latență. Specialiștii, inclusiv cei de la Administrația Drumurilor din Islanda, monitorizează și cartografiază în mod activ atât fisurile nou formate, cât și cele necunoscute sau ascunse anterior, care ar putea reprezenta un risc pentru siguranța publică. Eforturile lor implică utilizarea de instrumente avansate, cum ar fi drone și diverse instrumente de studiu geofizic. Pe 10 ianuarie 2024, un angajat care se ocupa de etanșarea acestor fisuri a căzut în ceea ce se pare că era cea mai mare falie, care trece direct prin centrul orașului.
Cutremurele din Grindavík au avut un impact profund asupra infrastructurii și locuințelor, conducând la peste 500 de rapoarte de daune materiale către Asigurarea de Catastrofe Naturale din Islanda. Dintre acestea, cel puțin 74 de proprietăți au fost considerate nelocuibile, cu trei complet distruse prin contact direct cu lava. În noiembrie 2023, fondul de asigurare deținea aproximativ 57 de miliarde ISK, cu un total de peste 15 miliarde ISK preconizate a fi plătite pentru cererile legate de activitatea seismică și vulcanică în curs. La două săptămâni de la începutul evenimentelor, a fost inițiată o evaluare amănunțită a pagubelor, care este încă în desfășurare. Pagubele estimate pentru proprietățile rezidențiale din oraș sunt de aproximativ 6,5 miliarde ISK. Inițial, costul total al tuturor daunelor structurale a fost estimat la 10 miliarde ISK, dar estimările actuale sugerează că ar putea crește până la 16-17 miliarde ISK. Din noiembrie 2023, cheltuielile totale ale guvernului islandez legate de dezastrele naturale din Grindavík și din zona înconjurătoare se apropie de 100 de miliarde ISK.
Departamentul de Planificare și Mediu din Grindavík a estimat că peste 60 de clădiri trebuie să fie demolate din cauza pierderilor totale provocate de cutremurele din noiembrie. Structurile afectate includ o parte a unui azil de bătrâni, o școală elementară recent renovată și o sală de gimnastică unde cea mai mare fisură a pătruns în interiorul terenului de fotbal. În plus, au existat discuții cu privire la transformarea uneia dintre clădirile afectate într-un muzeu dedicat tragediilor din Grindavík, subliniind cea mai mare defecțiune. Eforturile de întreținere pentru a readuce orașul la o stare acceptabilă sunt proiectate a fi finalizate în prima jumătate a anului 2025, cu un cost total de 470 milioane ISK împărțit între stat cu 440 milioane ISK și municipalitate cu 30 milioane ISK. A fost luată decizia de a redeschide complet Grindavík publicului în dimineața zilei de 21 octombrie 2024, la aproape un an de la începutul dezastrului, deși recomandările anterioare de siguranță ale autorităților rămân în vigoare. Cu toate acestea, anumite zone periculoase din oraș rămân împrejmuite. Trei porți de închidere a drumurilor, care au controlat tot traficul în Grindavík începând cu 10 noiembrie 2023, au fost îndepărtate, dar ar putea fi restabilite dacă se reactivează starea de alertă sau starea de urgență.

### Laguna Albastră

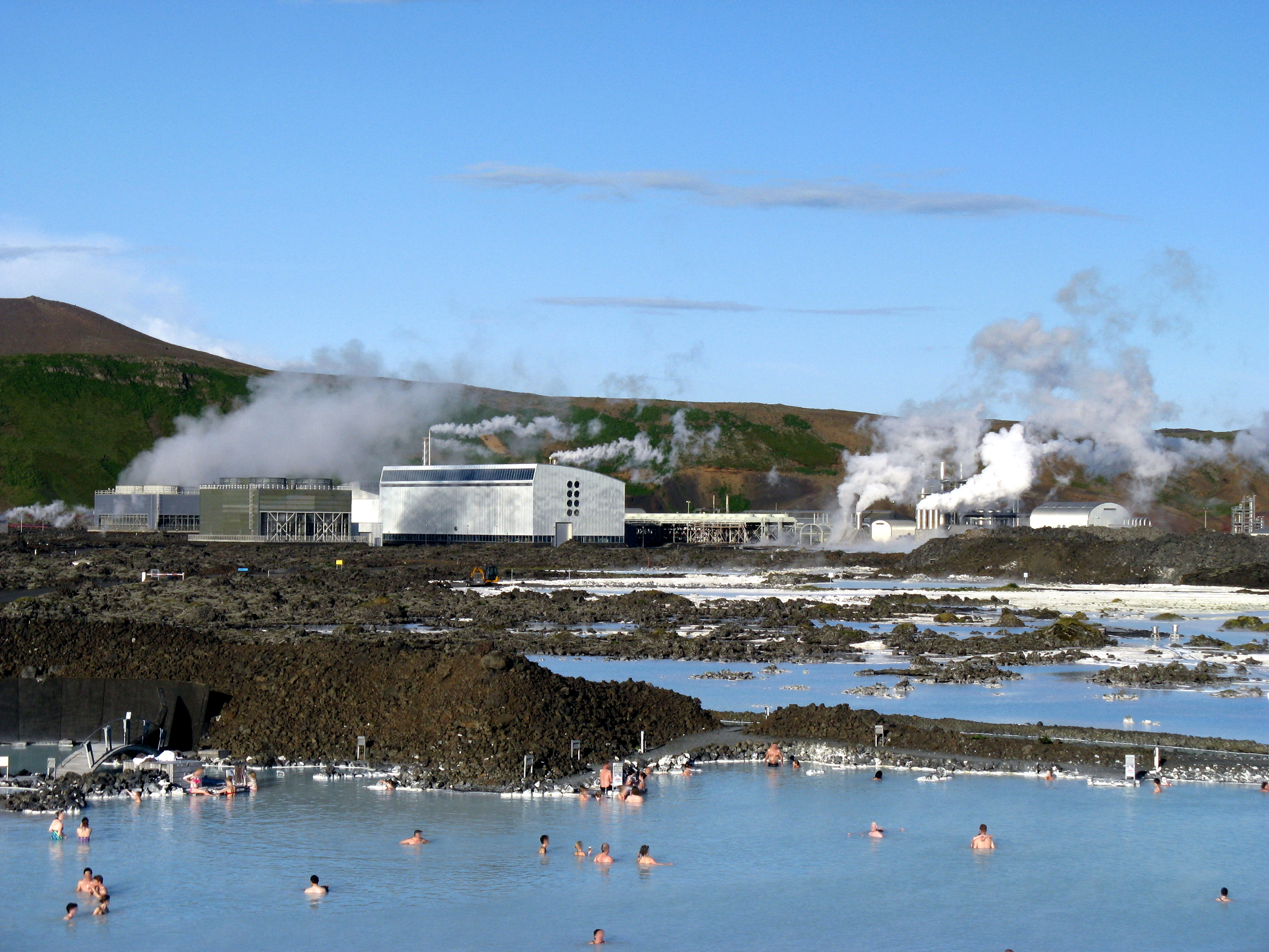
Laguna Albastră și centrala electrică Svartsengi din spatele ei

Laguna Albastră este în prezent deschisă, orele de funcționare fiind supuse ajustărilor în funcție de prognoze privind condițiile de vânt și emisiile de gaze, precum și de orice amenințări potențiale la adresa drumurilor din apropiere din cauza activității vulcanice. Zona izvoarelor termale a fost în mod repetat închisă și evacuată din cauza cutremurelor și erupțiilor. Deși nu a fost afectată în mod semnificativ, lava a înghițit frecvent drumurile din apropiere, fiind necesară construirea altora noi. În urma cutremurelor din noiembrie 2023, zona a fost închisă publicului timp de peste două luni din cauza problemelor de siguranță. Izvoarele au fost închise timp de trei săptămâni începând cu debutul erupției din martie-mai 2024 din cauza apropierii lor de activitatea vulcanică și a eliberării continue de gaze toxice. Spre sfârșitul anului, izvoarele au rămas inaccesibile mai mult de două săptămâni din cauza erupției din noiembrie-decembrie, care a provocat înghițirea parcării și a drumurilor din apropiere. Câmpul de lavă a înconjurat parțial zona Lagunei Albastre, cu cel mai apropiat front de lavă la mai puțin de 200 metri (660 ft) distanță de instalație, care este protejată de o barieră artificială. De la debutul activității seismice și vulcanice în noiembrie 2023, Laguna Albastră a rămas închisă pentru un total cumulat de patru luni, echivalentul a aproximativ o treime din durată.
Managementul site-ului a anunțat închiderea site-ului pentru vizitatori de la 9 la 16 noiembrie 2023 ca măsură de precauție în urma cutremurelor. S-a raportat că rocile dislocate de cutremure au căzut pe drumurile din zonă, iar 30 de oaspeți au părăsit stațiunea în urma unui cutremur de magnitudine 4,8 în primele ore ale zilei de 9 noiembrie. În plus față de aceste probleme de siguranță, închiderea a fost, de asemenea, pusă în aplicare pentru a reduce stresul crescut asupra personalului. Conducerea a asigurat că toți angajații vor primi salariile integrale în timpul perioadei de închidere. În plus, oaspeții care au fost evacuați ca urmare a cutremurului vor primi o rambursare completă. Helga Árnadóttir, director de vânzări, operațiuni și servicii la Laguna Albastră, a confirmat că activitatea seismică de la Svartsengi nu a provocat pagube vizibile sau deteriorări structurale ale instalațiilor. Clădirile, proiectate pentru a rezista la cutremure, au rămas intacte și solide din punct de vedere structural. Deși stațiunea geotermală în sine a rămas intactă în primul an de la declanșarea dezastrului, parcarea adiacentă, care găzduia aproximativ 350 de locuri împreună cu o zonă de parcare pentru autobuze și o stație de taxi, a fost acoperită de lavă în timpul erupției din noiembrie-decembrie 2024. Din fericire, niciun vehicul nu era prezent în acel moment. O instalație temporară de servicii prefabricată, realizată din containere de transport maritim și poziționate pe o porțiune a parcării după ridicarea unei bariere de protecție, a fost, de asemenea, distrusă de lava care a avansat în timpul erupției. În plus, un heliport din apropiere s-a confruntat cu un risc semnificativ pe măsură ce frontul de lavă a progresat. În săptămânile care au urmat, a fost construită o nouă parcare, deși aceasta era considerabil mai mică, oferind aproximativ 150 de locuri de parcare. Experții au observat că o parte semnificativă a infrastructurii din zonă ar fi fost probabil distrusă dacă nu s-ar fi construit la timp barierele defensive.
Administratorii Lagunei Albastre au prelungit anunțul de închidere de cinci ori după evacuarea din noiembrie 2023 din cauza activității geologice continue. În urma permisiunii șefului poliției, a fost redeschisă pe 17 decembrie 2023. Înainte de redeschidere, personalul a fost instruit cu privire la procedurile de evacuare pentru a asigura pregătirea pentru orice urgență, în timp ce administrația a pregătit un proces de evacuare, care ar trebui să dureze aproximativ două ore în caz de urgență. În plus, oaspeții urmau să fie informați despre situația actuală. În ciuda închiderii anunțate, membrii personalului de la Laguna Albastră au fost observați stând în apele geotermale ale spa-ului, aparent evaluându-le înainte de redeschiderea oficială. Laguna Albastră a rămas deschisă doar două zile înainte de a se închide din nou pe 18 decembrie 2023 după ce prima erupție a început la doar 2–3 kilometri (1,2–1,9 mi) distanță. Toți oaspeții și personalul au fost evacuați din sit cu aproximativ una până la două ore înainte de erupție. Laguna Albastră s-a redeschis pe 6 ianuarie 2024, toate facilitățile fiind din nou funcționale până pe 10 ianuarie. Cu toate acestea, a fost închisă din nou pe 14 ianuarie și evacuată rapid, dar a fost redeschisă pe 20 ianuarie. A fost evacuată în siguranță la începutul erupției din 8 februarie 2024 dar izvoarele termale au fost ulterior izolate de un flux rapid de lavă care a înghițit cea mai nordică porțiune a drumului 426 (Norðurljósavegur), principalul drum de acces. La 16 februarie, Laguna Albastră a fost redeschisă după ce Administrația drumurilor din Islanda a construit un nou drum de pietriș în interiorul barierelor de apărare din jurul izvoarelor termale, restabilind accesul care fusese întrerupt de un flux de lavă provenit de la erupția recentă.
Laguna Albastră a fost evacuată și închisă temporar pe 2 martie 2024 în anticiparea unei erupții iminente dar s-a redeschis două zile mai târziu după ce nu a avut loc nicio erupție. Laguna Albastră a fost evacuată și închisă pe termen nelimitat la 16 martie din cauza declanșării celei de-a patra erupții. Cu toate acestea, a fost redeschisă pe 6 aprilie, după ce ruta 43 (Grindavíkurvegur) a fost reconstruită în urma înghițirii acesteia de lavă pe 17 martie. În urma celei de-a cincea erupții, Laguna Albastră a fost evacuată și închisă de la 29 mai la 2 iunie. S-a închis din nou pe 8 iunie din cauza unei alte înghițiri de lavă a drumului 43, dar drumul a fost reconstruit, iar centrul s-a redeschis pe 14 iunie. Laguna Albastră a fost evacuată încă o dată când a început a șasea erupție pe 22 august 2024, dar s-a redeschis doar două zile mai târziu, pe 24 august. Instalația a fost închisă la 21 noiembrie 2024, după ce lava provenită de la o nouă erupție a inundat întreaga parcare, care avea aproximativ 350 de locuri libere, în fața spa-ului geotermal, precum și secțiunea nordică a drumului 426 (Norðurljósavegur). Laguna Albastră s-a redeschis parțial pe 6 decembrie, la aproximativ 15 zile de la închidere, redeschiderea completă având loc câteva zile mai târziu. Din cauza fluxului de lavă care a făcut inaccesibilă zona de parcare originală, a fost implementat un serviciu temporar de autobuz de transfer, transportând vizitatorii de la Grindavík la facilitate. Acest aranjament a rămas în vigoare până când o nouă parcare, situată la nord de Laguna Albastră, a devenit disponibilă la aproximativ o săptămână după redeschidere, în urma reconstrucției drumului 43 (Grindavíkurvegur) la nord de Svartsengi.
Șeful poliției a declarat că menținerea operațiunilor la Laguna Albastră este greu de justificat în contextul unei erupții în curs din cauza riscului ca poluarea aerului să compromită sănătatea publică. Administratorii, în consultare cu autoritățile, au evaluat periodic dacă este sigură redeschiderea stațiunii geotermale.  La 20 martie 2024, un membru al personalului de la Laguna Albastră a fost spitalizat din cauza simptomelor de intoxicare cu gaze în timpul erupției care a început la 16 martie, care a dus la niveluri ridicate de dioxid de sulf. Boala a apărut în timp ce angajatul lucra la izvoarele termale. Deși rapoartele inițiale au exprimat îngrijorare pentru sănătatea lor, membrul personalului și-a revenit complet.
La începutul lunii august 2024, pompierii au efectuat exerciții folosind furtunuri de incendiu de mare capacitate nou achiziționate pentru a aplica efluent geotermal din Laguna Albastră pe lava solidificată. Aceste furtunuri, achiziționate la un cost de aproape 500 de milioane ISK din Regatul Unit, se întind până la aproximativ 4 kilometri (2,5 mi) și degajă aproximativ 45.000 de litri pe minut, cu o întindere verticală de până la 150 metri (490 ft) - depășind substanțial elevația de 35 metri (115 ft) a sistemului anterior. Acest echipament sofisticat a fost achiziționat în urma unor teste de teren efectuate cu succes la sfârșitul lunii iunie 2024, în timpul cărora aplicarea de apă pe fluxurile de lavă active a dat rezultate promițătoare. Ca răspuns la aceste rezultate, autoritățile au optat să investească în această tehnologie avansată de pompare a apei. În plus, departamentul de pompieri a stabilit un nou rol, „Managerul sistemelor de răcire a lavei”, pentru a supraveghea funcționarea și întreținerea echipamentelor specializate.
În secțiunea nord-vestică a barierelor de protecție care înconjoară zona Svartsengi, care include Laguna Albastră, situația a devenit critică în timpul erupției din noiembrie-decembrie 2024, deoarece lava s-a apropiat de punctul de revărsare. Pentru a reduce riscul, au fost instalate 12 tunuri de apă de monitorizare de mare putere de-a lungul unei porțiuni 150 metri (490 ft) din marginea superioară a barierei, deși nu toate au fost utilizate simultan. Spre deosebire de sistemele convenționale de mașini de pompieri, aceste tunuri erau conectate direct la excesul de apă de la centrală electrică Svartsengi, cu un potențial de alimentare continuă de aproximativ 26.000 litri pe minut. Acest exces de apă, un produs secundar al centralei electrice care a format, de asemenea, Laguna Albastră, a fost utilizat într-un sistem implementat în colaborare cu mai multe departamente de pompieri pentru a răci eficient lava, stabilizând cu succes fluxul și oprind progresia acestuia. Oficialii au declarat ulterior că intervenția a fost un succes, lava încetând să mai avanseze.

### Centrala electrică Svartsengi

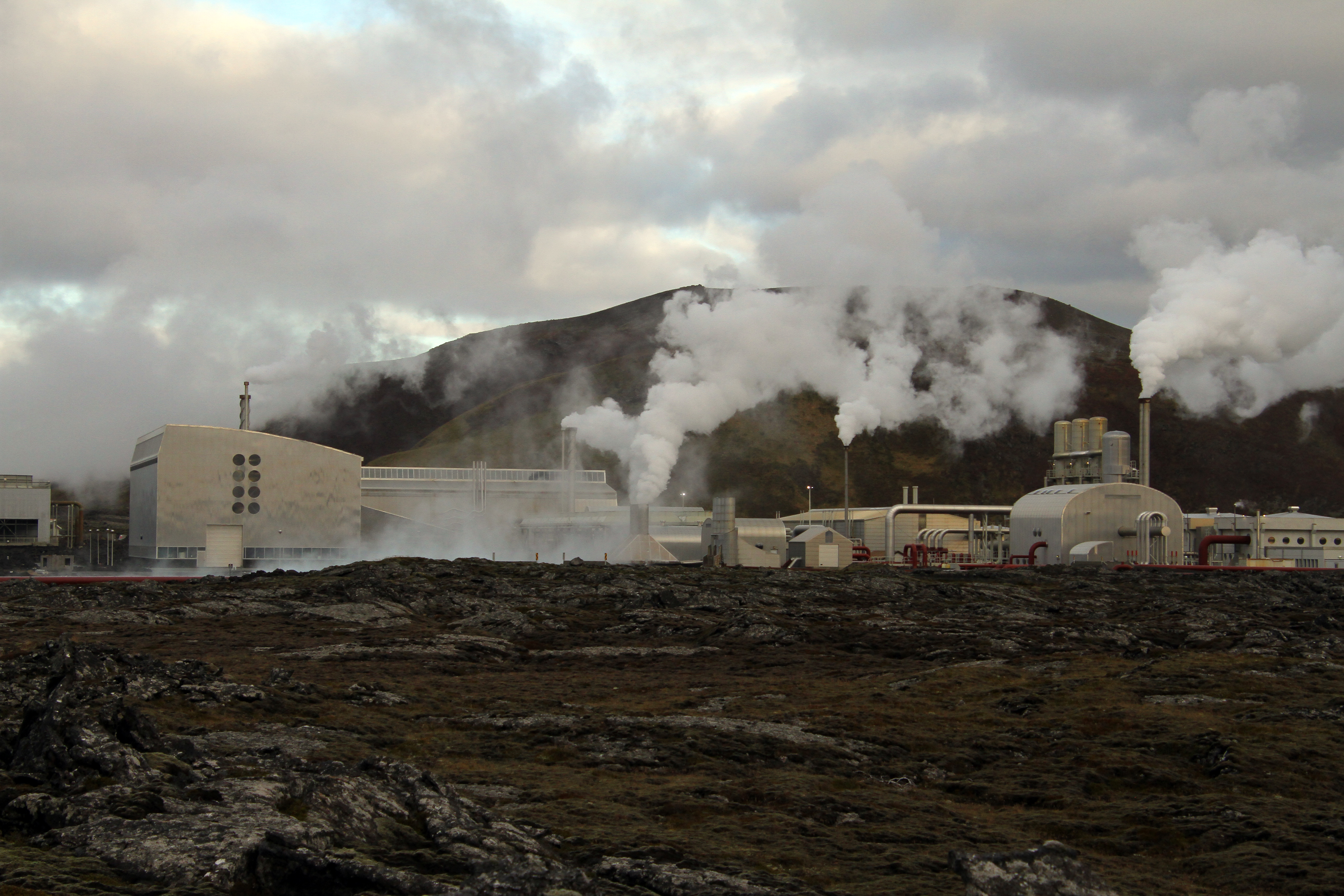
Centrala electrică Svartsengi în 2019

Centrala electrică Svartsengi a fost neocupată și controlată de la distanță de centrala electrică Reykjanes în primele luni care au urmat catastrofei din noiembrie 2023. În 2024, centrala a fost evacuată de mai multe ori din cauza erupțiilor iminente și a altor amenințări percepute la adresa siguranței personalului. Impactul cutremurelor a fost minim, singurele pagube fiind „mobilierul interior și pereții exteriori, precum și crăpături considerabile în căile de acces și zonele îndepărtate ale sitului”. Centrala electrică a continuat să funcționeze la nivelurile sale obișnuite de producție de apă caldă și rece, precum și de electricitate, în ciuda faptului că a suferit daune minore la conducta de apă caldă care duce la Grindavík în zilele premergătoare cutremurului din 10 noiembrie 2023. Aproximativ 30.000 de locuitori din peninsulă - reprezentând aproximativ opt la sută din populația Islandei - se confruntă cu riscul de a pierde încălzirea esențială dacă lava înghite instalația, o situație care ar persista până la construirea unei noi centrale electrice. În noiembrie 2023, a început construcția barierelor de pământ menite să protejeze centrala electrică prin redirecționarea potențialelor fluxuri viitoare de lavă. În plus, turnurile de transmisie au fost înălțate pentru a permite prezența barierelor.
Construcția unei extinderi a centralei electrice a început la mijlocul anului 2023, în urma unor pregătiri ample, cu o dată inițială de finalizare prevăzută pentru sfârșitul anului 2025. În ciuda începerii evenimentelor din noiembrie 2023, inclusiv cutremure și erupții vulcanice, planurile inițiale nu au suferit aproape nicio modificare, iar proiectul rămâne în grafic pentru data prevăzută de finalizare. Înainte de erupția din ianuarie 2024, HS Orka, operatorul centralei electrice Svartsengi, a introdus un nou sistem de avertizare timpurie care poate fi o premieră în monitorizarea vulcanică. Acest sistem a emis o alertă esențială cu mai mult de patru ore înainte de erupție. Începând din noiembrie 2023, forajele, înainte de utilizarea lor în sistemul avansat, au fost esențiale în prezicerea activităților vulcanice. Detectând fluctuațiile de presiune, aceste foraje au semnalat în mod fiabil toate erupțiile din serie, demonstrând potențialul lor preexistent în supravegherea și siguranța vulcanică.
În timpul erupției din ianuarie 2024, lava s-a scurs peste conductele de apă caldă și de apă rece care leagă centrala electrică Svartsengi de Grindavík. Aceste conducte au suferit daune, ceea ce a dus la întreruperea temporară a serviciului. Înainte de erupția din ianuarie 2024, erau în curs pregătiri pentru instalarea unei conducte de apă caldă noi, mai rezistente, ca măsură de precauție împotriva scurgerilor viitoare de lavă. Cu toate acestea, acoperirea de protecție nu a fost încă finalizată, lăsând ambele conducte expuse atunci când lava s-a scurs peste ele. În ciuda daunelor, alimentarea cu apă caldă a fost parțial restabilită prin conducta recentă în două zile, chiar dacă aceasta s-a îndoit sub căldura intensă a lavei, provocând o scurgere semnificativă de 40-50 de litri din conducta principală de apă - aproximativ jumătate din capacitatea totală de alimentare a Grindavík. Aproximativ șase săptămâni mai târziu, o nouă conductă de ocolire a fost construită peste câmpul de lavă recent format, similar operațiunii efectuate la nord de zona Svartsengi după erupția din februarie 2024. La fel ca în cazul tuturor barierelor de apărare, proiectul a fost supravegheat de Protecția Civilă. În același timp, un cablu electric subteran a fost grav afectat de erupția din ianuarie 2024 din cauza căldurii și presiunii imense exercitate de lava suprapusă, provocând o întrerupere temporară în jumătate din oraș. Cu toate acestea, deoarece orașul era în mare parte nelocuit la momentul respectiv, impactul întreruperii nu a constituit o urgență. Grindavík a funcționat cu energie electrică de rezervă în timpul desfășurării situației. Pentru a spori rezistența orașului în materie de energie electrică, a fost construită o nouă linie electrică aeriană pe piloni deasupra câmpului de lavă recent, care a restabilit alimentarea cu energie electrică după mai mult de o săptămână. Acest design permite reparații mai rapide în cazul în care viitoarele fluxuri de lavă vor afecta infrastructura.
Erupția din 8 februarie 2024 a produs un flux de lavă care s-a apropiat de centrala electrică. Aceasta a întrerupt drumul de acces nordic către centrala geotermală (deși drumul de acces sudic nu a fost afectat) și a distrus o parte din conducta Njarðvíkuræð care furniza apă caldă de la Svartsengi către Reykjanesbær, Suðurnesjabær, Vogar și Grindavík. Aproximativ 20.000 de persoane din zonă ar fi fost izolate de la alimentarea cu apă caldă. Locuitorii peninsulei au fost avertizați să folosească apa caldă și electricitatea cu moderație. Aeroportul Keflavík s-a numărat printre locațiile afectate de pierderea apei calde; școlile afectate în mod similar au fost închise. În ciuda pagubelor semnificative cauzate de erupție infrastructurii locale, Regiunea Capitalei nu a fost afectată, deoarece funcționează în cadrul unui sistem de distribuție diferit de energie geotermică. Guvernul islandez a declarat o stare de urgență ca răspuns la criza apei calde. În timp ce centrala Reykjanes și rețeaua islandeză mai largă pot furniza energie electrică dacă linia Svartsengi este întreruptă, capacitatea de a furniza apă caldă, o funcție critică a centralei Svartsengi, nu poate fi reprodusă. La momentul erupției, temperaturile din zonă au ajuns până la −14 °C (6,8 °F). Penuria a contribuit la închiderea școlilor, a bazinelor publice și a facilităților sportive din zonă la 9 februarie.
Repararea și reconectarea conductei de apă caldă Njarðvíkuræð a fost finalizată în după-amiaza zilei de 9 februarie 2024, la aproximativ 30 de ore după ce aceasta a fost spartă, restabilind alimentarea cu apă caldă a întregii zone Reykjanes. Muncitorii au reușit să îmbine secțiunile neavariate ale vechii conducte cu noul sistem subteran, lucrând deseori toată noaptea. În săptămânile premergătoare erupției din februarie 2024, muncitorii au construit o conductă subterană de ocolire paralelă cu una mai veche, proiectată pentru a fi mai rezistentă la deteriorarea de către fluxurile de lavă. Acest lucru a fost făcut înainte ca lava să ajungă în zonă. Planul era de a lega secțiunea intactă a conductei vechi, neafectată de lavă, de noua conductă subterană la ambele capete, în afara câmpului de lavă format în erupția din februarie. În ciuda acestor eforturi, conducta de ocolire nou construită s-a prăbușit sub presiunea fluxului de lavă în seara zilei de 9 februarie. Imediat, muncitorii au început să construiască o nouă conductă, care a fost plasată deasupra lavei proaspete. Aproximativ 50 de ore mai târziu, pe 12 februarie, apa a început să curgă prin noua conductă. La câteva săptămâni după succes, muncitorii au finalizat îngroparea noii conducte în lava proaspătă, asigurându-se că aceasta este acum subterană și protejată de potențiale fluxuri viitoare de lavă. Lava din erupția din mai-iunie 2024 s-a apropiat la 700 metri (2.300 ft) de conducta centralei electrice din nord, deși nu a provocat niciun pericol. Autoritățile au declarat că au fost pregătite pentru posibilitatea ca lava să curgă peste conductă, deoarece aceasta a fost consolidată cu umplutură de pământ. În erupția din noiembrie-decembrie 2024, lava s-a scurs peste conductă fără a provoca daune, deși s-a afirmat că ar fi fost „foarte grav” dacă conducta ar fi fost compromisă.
Perspectiva protejării conductei de apă caldă Njarðvíkuræð care pleacă de la centrală a fost considerată extrem de dificilă, deoarece aceasta era situată deasupra solului pe picioroange. Înainte de erupția din februarie 2024, au fost stabilite planuri de îngropare a unei noi conducte subterane de ocolire, protejând-o de eventualele daune provocate de lavă și pregătind-o pentru o posibilă conectare la capetele conductei vechi în cazul înghițirii. Erupția din 8 februarie a dus la distrugerea unui segment din vechea conductă la nord de Svartsengi și prăbușirea ulterioară a unei secțiuni din noua conductă subterană de ocolire pe 9 februarie. Linia electrică Svartsengislína care pleacă de la centrala electrică fusese protejată anterior cu bariere în jurul bazei stâlpilor de linie electrică; când aceeași erupție a înconjurat structurile de la nord de centrala electrică, fără a provoca pagube. După erupția din februarie 2024, autoritățile au decis să modifice traseul liniei electrice la nord de Svartsengi și să construiască trei noi turnuri de transmisie mai la est de traseul inițial. Această modificare a fost făcută pentru a reduce riscul unor daune viitoare cauzate de fluxurile de lavă. Cu toate acestea, aceeași linie electrică de la sud de centrală a fost grav avariată în erupția din mai-iunie 2024, deoarece mai multe turnuri de transmisie au luat foc din cauza căldurii intense a lavei care avansa, iar unul dintre ele s-a prăbușit în cele din urmă după ce fundația sa a fost compromisă. La vest de această zonă, un cablu de susținere de la un catarg la o instalație de telecomunicații NATO s-a rupt din cauza proximității aceluiași flux de lavă, reprezentând o amenințare temporară pentru stație. O barieră fusese construită anterior special pentru a proteja stația de telecomunicații.
La începutul verii anului 2024, a fost descoperit o nouă fântână geotermală printr-un proiect de colaborare care implică HS Orka, Iceland GeoSurvey și Departamentul de Protecție Civilă și Management al Situațiilor de Urgență, sub conducerea Ministerului Mediului, Energiei și Climei. Această inițiativă a fost lansată în urma unei situații de urgență care a avut loc în luna februarie a aceluiași an, când întreaga Peninsula Suðurnes a rămas fără apă caldă timp de mai multe zile din cauza lavei care s-a scurs peste conducta principală de la centrala electrică Svartsengi către orașe. Înainte de acest eveniment, autoritățile nu aveau niciun plan pentru identificarea unor noi foraje de rezervă. Noua fântână a fost identificată în urma forării ca test în zonă și furnizează aproximativ 30 de litri pe secundă de apă la temperaturi care depășesc 70 °C (160 °F). Acesta a fost găsit în zona Rockville, la nord de aeroportul Keflavík, unde o stație radar a armatei Statelor Unite a funcționat din 1953 până în 1997 și a fost abandonată de atunci. Aclamate ca un progres în securitatea energetică a peninsulei, autoritățile au forat deja trei sonde în locații distincte pe peninsulă pentru a găsi cel mai bun loc de livrare, fiind primele sonde forate în zonă de la înființarea centralei Svartsengi la sfârșitul anilor 1970. Datorită acestei descoperiri, este acum posibilă construirea unei noi centrale electrice de rezervă pentru a furniza apă caldă orașelor în cazul în care alimentarea de la centrala electrică Svartsengi este din nou întreruptă sau, în cel mai rău caz, dacă întreaga centrală este înghițită de o erupție. Noua centrală urmează să fie operațională în ianuarie 2025. Chiar mai devreme, în noiembrie 2023, au început eforturile de a stabili o sursă de apă de rezervă în municipalitatea Garður ca măsură de precauție în cazul în care instalația de colectare a apei de lângă Laguna Albastră ar putea fi afectată de viitoarele fluxuri de lavă.
În timpul erupției din noiembrie-decembrie 2024, două turnuri de transmisie de la nord de Svartsengi au fost expuse unui risc semnificativ, deoarece lava s-a apropiat de umplutura de protecție de la baza lor, apropiindu-se încet de fundația de beton și cadrul de oțel. Unul dintre turnuri a fost distrus în cele din urmă de avansarea fluxului de lavă; cu toate acestea, a fost o structură mai veche aparținând traseului inițial al liniei electrice. Măsurile de atenuare au inclus desfășurarea unui camion de pompieri pentru a direcționa jeturi de apă asupra fluxului de lavă, cu scopul de a reduce viteza acestuia sau de a modifica cursul său pentru a păstra stabilitatea structurală a turnului. Expunerea termică severă la lavă a provocat ruperea și separarea conductorilor electrici, întrerupând temporar alimentarea cu energie electrică la Grindavík, un oraș care s-a confruntat frecvent cu întreruperi de curent în timpul activității continue a seriei vulcanice. Ca răspuns, alimentarea cu energie electrică a fost redirecționată automat către centrala electrică Reykjanes ca sistem de rezervă de siguranță, asigurând furnizarea aproape constantă de energie electrică în peninsulă. Ulterior, s-a luat decizia de a construi un turn de transmisie mai înalt la marginea interioară a barierelor de apărare, cu planuri de a ridica conductorii electrici existenți cu 12–14 metri (39–46 ft) deasupra solului, în afara barierei, pentru a reduce riscul de deteriorare a viitoarelor fluxuri de lavă. În timpul erupției din noiembrie-decembrie 2024, lava a avansat spre o zonă de colectare a apei operată de HS Veitur, care furnizează apă rece pentru Reykjanesbær și Suðurnesjabær din Peninsula Reykjanes. În ciuda proximității sale, situl nu a fost în pericol imediat.

### Bariere și drumuri

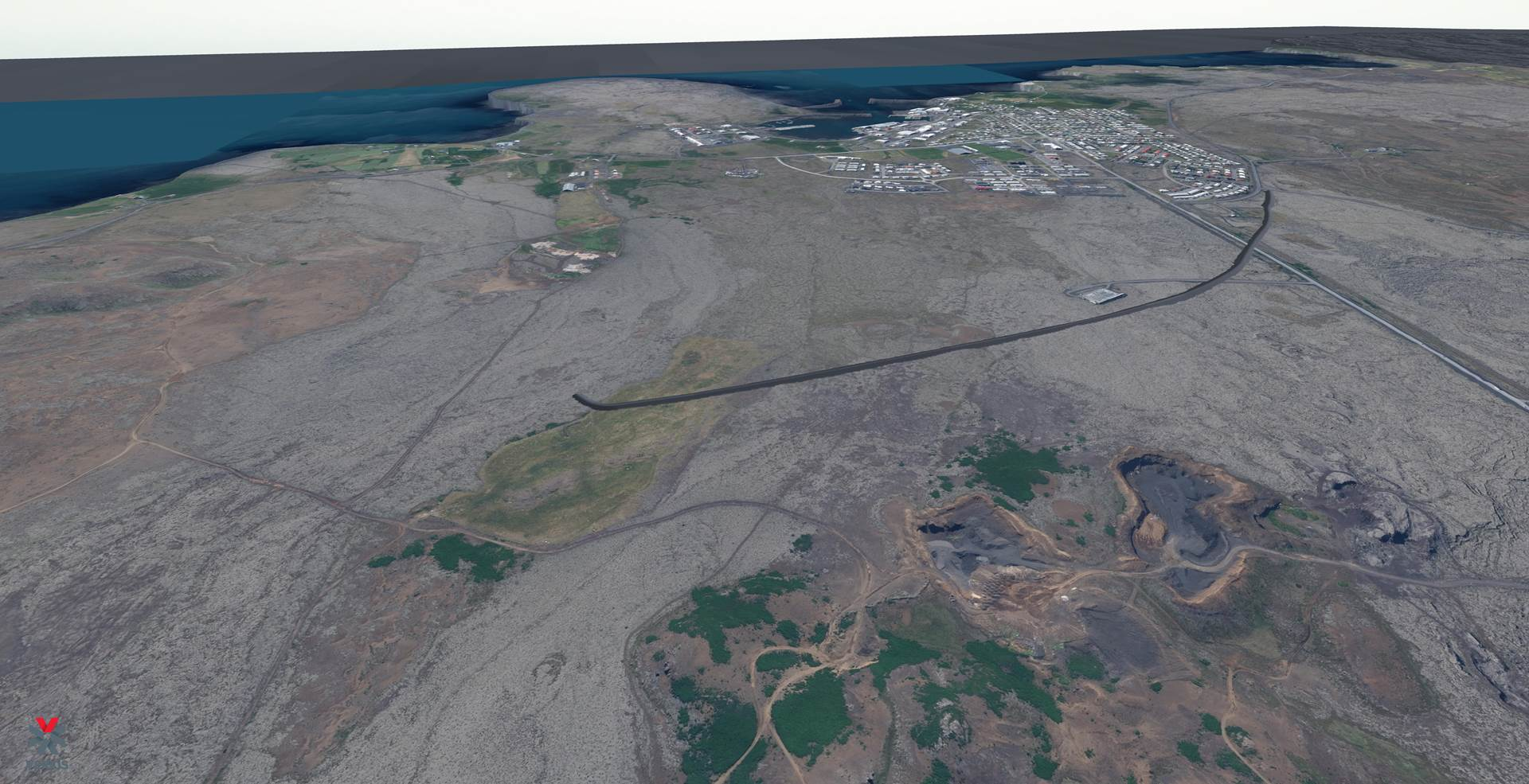
Un proiect al primei faze a barierelor de protecție din jurul Grindavík

Un plan strategic de construcție a barierelor de protecție fusese stabilit cu mult timp înainte de recentele perturbări seismice din zonă. Inițierea acestui plan a fost pusă în așteptare, deoarece nu exista o amenințare urgentă de erupție vulcanică, cuplată cu repercusiunile semnificative asupra mediului implicate. Cu toate acestea, la 10 noiembrie 2023, odată cu intensificarea activității seismice, o flotă de camioane a început să transporte materiale la locul desemnat în apropierea Lagunei Albastre și a centralei electrice Svartsengi. Această operațiune a fost imediat suspendată din cauza temerilor că o posibilă erupție mai târziu în acea zi ar putea pune lucrătorii în pericol. Lucrările de construcție au fost reluate oficial pe 13 noiembrie, în urma aprobării de către Althing a unui proiect de lege propus de prim-ministrul de atunci Katrín Jakobsdóttir. După aceasta, muncitorii au început să asambleze materialele de umplutură în bariere la locurile planificate. Construcția barierelor era aproape finalizată când a avut loc erupția din 18 decembrie 2023. Odată ce s-a putut relua lucrul în condiții de siguranță, muncitorii au fost trimiși rapid înapoi la șantier pentru a termina lucrările de umplere rămase la bariere.
Construirea de bariere de protecție în jurul Grindavík, pentru care existau deja planuri înainte de erupții, a început oficial pe 2 ianuarie 2024. Proiectul, inițiat de la capătul estic, a presupus ridicarea unei bariere care se întinde pe 2 kilometri (1,2 mi). Prima fază a construcției urmărea să atingă o înălțime medie de aproximativ 4 metri (13 ft), deși aceasta poate varia în diferite locații. Proiectarea barierei, ghidată de simularea fluxului de lavă, a vizat în mod specific zonele cu cel mai mare risc. La 21 martie 2024, lava a început să umple o carieră de piatră utilizată anterior pentru obținerea de materiale pentru bariere. Cu toate acestea, muncitorii sunt încă capabili să obțină materiale din locații alternative. În plus, lava recent solidificată din erupție a fost folosită ca resursă pentru asamblarea structurilor de protecție. La sfârșitul lunii martie, autoritățile au decis să ridice înălțimea barierelor la nord-est de Grindavík ca răspuns la îngroșarea câmpului de lavă de la erupția din martie-mai 2024, care prezenta un risc de revărsare. Echipele de construcție au lucrat non-stop la proiect. Până la sfârșitul lunii aprilie 2024, lava a început să se strecoare peste aceeași secțiune a barierelor, deși nu reprezenta o amenințare imediată.
Construcția unei alte bariere a început la 6 mai 2024, în urma aprobării ministrului justiției de atunci Guðrún Hafsteinsdóttir. Această decizie a fost luată după ce a primit un memorandum de la Departamentul de Protecție Civilă și Management al Situațiilor de Urgență cu o săptămână înainte. Inițial destinată a fi inițiativa finală a guvernului islandez privind seria eruptivă din Sundhnúksgígar, erupția din mai-iunie 2024 a necesitat o barieră de protecție suplimentară. Această nouă barieră, situată în interiorul perimetrului barierelor existente și mai aproape de Grindavík, a fost proiectată pentru a proteja în mod proactiv împotriva unei potențiale revărsări de lavă, în special în scenariile care implică lava subțire pāhoehoe. Structura are 5 metri (16 ft) înălțime și se întinde între 0,8–1 kilometru (0,50–0,62 mi) în lungime. O echipă de aproximativ 30 până la 35 de persoane a lucrat în ture de zi la acest proiect, finalizarea barierei în iunie 2024.
În 2024, la 14 ianuarie și 29 mai, două fluxuri de lavă separate au înghițit ruta 43 (Grindavíkurvegur) la sud de centrala electrică Svartsengi și de Laguna Albastră. La 8 februarie, 17 martie, 8 iunie și din nou la 21 noiembrie 2024, fluxuri de lavă diferite au cuprins același drum la nord de aceste puncte de reper. Ruta 426 (Norðurljósavegur) a fost acoperită de lavă la 8 februarie și 21 noiembrie 2024 la nord de Svartsengi, iar la 29 mai la sud de Svartsengi în același an. La 29 mai 2024, ruta 425 (Nesvegur) a fost acoperită de lavă pentru prima dată. În total, lava s-a scurs pe trei drumuri diferite, pe cinci secțiuni diferite, în timpul a cinci erupții distincte, pentru un total de nouă incidente. Aceste incidente au întrerupt în mod repetat accesul principal al orașului Grindavík către nordul peninsulei, necesitând construirea rapidă a unor drumuri temporare de pietriș peste lavă proaspăt răcită, aliniamentele drumurilor fiind uneori ajustate pentru a se adapta la terenul modificat. Până în prezent, au fost construite aproximativ 10 kilometri (6,2 mi) de drumuri noi, deși majoritatea au fost pierdute din cauza scurgerilor repetate de lavă pe aceleași secțiuni.
În primele etape ale erupției din martie-mai 2024, lava care se apropia amenința ruta 427 (Suðurstrandarvegur) în timp ce se aduna împotriva barierei de protecție estice a orașului și înainta spre mare, la sud. Acest lucru a pus în pericol două din cele trei drumuri cruciale care fac legătura cu Grindavík, cruțând doar drumul 425 (Nesvegur). Preocupările au crescut deoarece exista posibilitatea ca lava să ajungă în ocean în apropierea drumului, putând provoca explozii minore și emiterea de gaze toxice cum ar fi acid clorhidric (HCl) datorită reacției chimice cu marea. O zonă care se întinde 500 metri (1.600 ft) de la punctul anticipat de intrare în mare a fost considerată extrem de periculoasă pentru siguranța oamenilor. Cu toate acestea, aceste riscuri au fost atenuate atunci când lava s-a oprit la aproximativ 300 metri (980 ft) de Ruta 427, la doar câteva zile după începerea erupției. De atunci, frontul de lavă a rămas neschimbat.

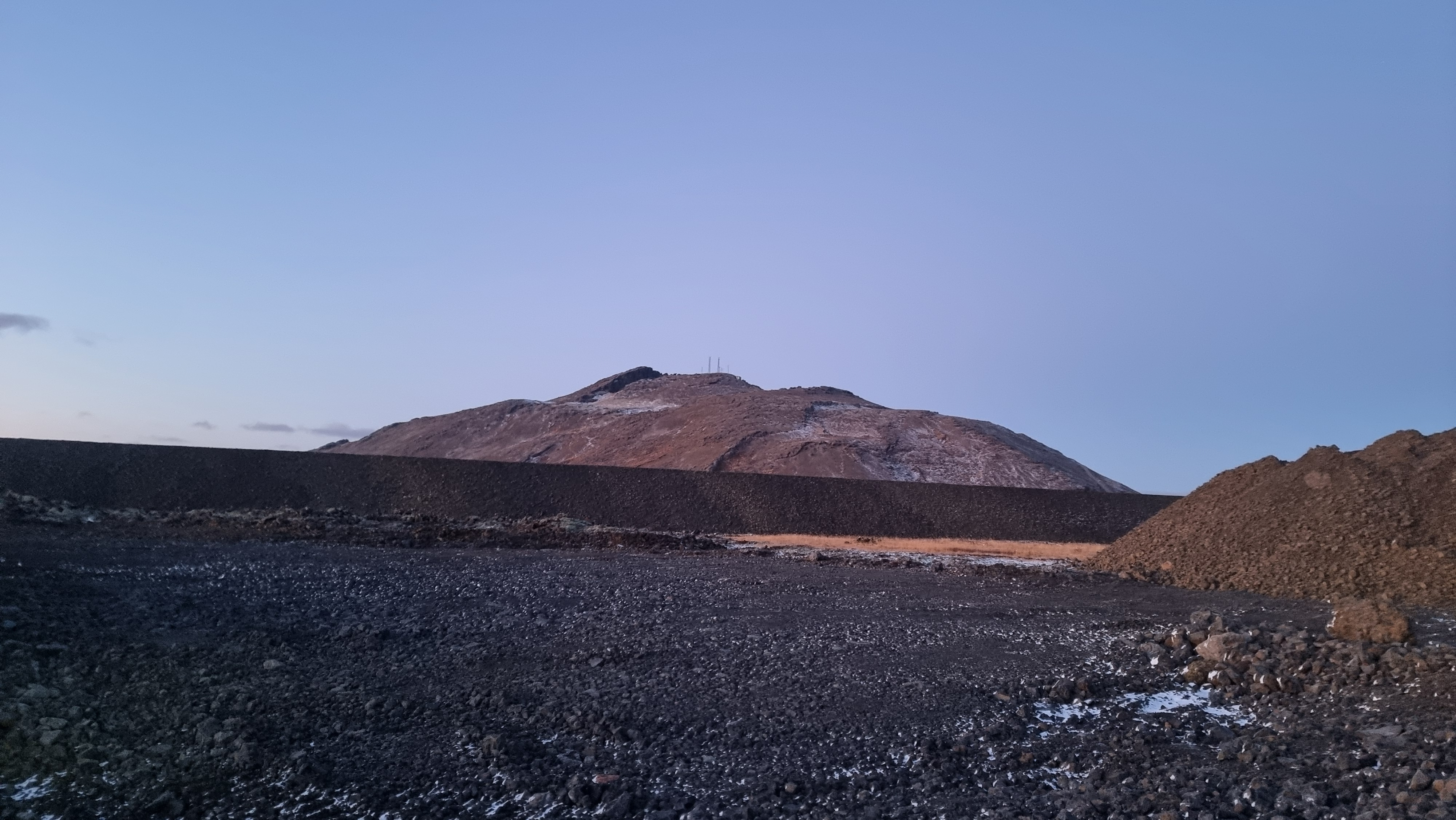
Barieră de protecție construită între Grindavík și Þorbjörn

În seara zilei de 20 iunie 2024, lava a început să revărseze o secțiune a barierei la nord-vest de muntele Sýlingarfell, după ce s-a acumulat la nord și la sud de zona protejată a Lagunei Albastre și a Svartsengi. Înainte de revărsare, muncitorii începuseră deja eforturile de a opri sau încetini lava prin nivelarea cu buldozere a solului vechi peste ea și folosind cel puțin trei camioane de pompieri împreună cu echipamente de la Aeroportul Keflavík și Grindavík pentru a pompa apă prin furtunul de pompieri, cu „rezultate destul de bune”. Aceasta marchează prima astfel de încercare de atenuare a lavei de la erupția de la Heimaey din 1973. Noi drumuri nu au fost construite până când erupția nu a încetat mai târziu în iunie. Majoritatea au fost deja reconstruite cu straturi de bază și straturi de uzură din pietriș peste lava recent solidificată. Durata de finalizare a proiectului a depins de temperatura lavei.
În timpul erupției din mai-iunie 2024, cea mai mare de până atunci, lava s-a scurs pe trei sectoare de drum în ziua în care a început: Drumul 43 (Grindavíkurvegur) la sud de Svartsengi, cea mai sudică parte a Drumului 426 (Norðurljósavegur) și, pentru prima dată, Drumul 425 (Nesvegur) chiar la vest de oraș. La aproximativ 10 zile de la începutul erupției, pe 8 iunie, lava s-a scurs și peste partea de nord a rutei 43. Mai mult, erupția a amenințat ruta 427 (Suðurstrandarvegur) pentru o perioadă de timp. La jumătatea lunii iunie, autoritățile au observat că lava se apropia de partea superioară a secțiunii nord-estice a barierei Svartsengi, care protejează centrala electrică și Laguna Albastră. În consecință, acestea au decis să ridice barierele existente, care au atins acum o înălțime de 25 metri (82 ft). Cu toate acestea, pe măsură ce lava a început să străpungă aceste bariere, ei au decis să construiască una nouă în perimetrul de apărare existent în zona Svartsengi pentru a oferi o protecție sporită acestor infrastructuri critice. De asemenea, au decis să închidă o breșă geografică între Þorbjörn și zona din jurul Hagafell, precum și întărirea barierelor existente cele mai expuse riscului de revărsare a lavei.
După erupția din august-septembrie 2024, a devenit clar că câmpul de lavă era destul de aproape de Ruta 41 (Reykjanesbraut), drumul esențial din Islanda care leagă capitala Reykjavík de Aeroportul Internațional Keflavík. Vulcanologul Þorvaldur Þórðarson a avertizat că o nouă erupție în Peninsula Reykjanes ar putea face ca lava să ajungă pe Drumul 41 într-o zi sau chiar în câteva ore, dacă are aceeași intensitate ca erupțiile recente. Un astfel de eveniment nu a fost documentat în această zonă în ultimii 13.000 de ani. Deși nu s-au luat încă decizii cu privire la construirea de bariere de protecție, există planuri pentru protejarea drumului dacă și când fluxul de lavă îl amenință. Cel mai apropiat flux de lavă este în prezent la aproximativ 2,7 kilometri (1,7 mi) de această infrastructură vitală. Barierele de protecție pentru orașul Vogar, situat la nord de Ruta 41, au fost luate în considerare după ce simulările fluxului de lavă au indicat un risc potențial, deși puțin probabil, ca lava să ajungă în zonă în viitor.
În timpul erupției din noiembrie-decembrie 2024, lava a înaintat de-a lungul laturilor nordică și nord-vestică ale barierelor de protecție ale Svartsengi, scufundând complet întreaga zonă de parcare a Lagunei Albastre și secțiunea principală a drumului de acces pe ruta 426 (Norðurljósavegur). Deși niciun vehicul nu a fost avariat, o clădire de servicii prefabricată temporară construită din containere maritime a fost înghițită de lavă. La sfârșitul celei de-a doua zile a erupției din noiembrie-decembrie 2024, autoritățile au decis să ridice cu 3–4 metri (9,8–13,1 ft) secțiunea nord-vestică a barierei care proteja Laguna Albastră și centrala electrică Svartsengi, deoarece lava aproape atinsese înălțimea barierei. Echipele de construcție au utilizat, de asemenea, lavă recent solidificată pentru a mări bariera. Muncitorii sunt programați să lucreze non-stop pentru a finaliza proiectul.
Ca răspuns la aceste evoluții, guvernul islandez a pus în aplicare un impozit pe proprietate suplimentar de 0,008%, perceput asupra valorii de asigurare împotriva incendiilor a proprietăților, pentru a finanța construirea de bariere de lavă în Peninsula Reykjanes și pentru a proteja infrastructura locală de eventualele erupții vulcanice. Impozitul temporar, care ar trebui să dureze trei ani, a intrat în vigoare la 1 ianuarie 2024 și se preconizează că va colecta anual aproape 1 miliard ISK. Taxa este programată să expire la 31 decembrie 2026. Fondurile totale alocate pentru toate barierele de apărare se ridică la 7 miliarde ISK. Până în prezent, au fost cheltuite 5,5 miliarde ISK din această sumă. Aproximativ 14 kilometri (8,7 mi) de bariere de apărare au fost construite până în prezent, folosind aproximativ 3 milioane de metri cubi de material excavat.

## Răniți și morți
La 10 ianuarie 2024, chiar înainte de a doua erupție, un muncitor a dispărut în timp ce finaliza umplerea celei mai mari falii din Grindavík, după ce solul s-a prăbușit brusc la jumătatea fisurii, târând umplutura superioară și muncitorul în adâncurile acesteia. La momentul incidentului, nu erau martori prezenți. Un coleg, care nu a găsit pe nimeni la întoarcere, a raportat dispariția, inițiind o căutare. În ciuda utilizării scanerelor 3D și dronelor subacvatice în fisură, care este de 40 metri  (130 ft) adâncă cu apă găsită la 20 metri (66 ft), muncitorul nu a fost localizat din cauza limitelor înșelătoare ale fisurii. Căutările, care au inclus până la 70 de salvatori de la Asociația islandeză de Căutare și Salvare, au fost încheiate la 12 ianuarie din cauza condițiilor periculoase. În urma căutării, Administrația pentru Securitate și Sănătate Ocupațională a deschis o anchetă asupra incidentului, care s-a întins pe mai multe luni. Cu individul presupus decedat, acest incident reprezintă primul deces din Islanda asociat cu o erupție vulcanică de la erupția de la Heimaey din 1973.
La 20 martie 2024, un incident la Laguna Albastră s-a soldat cu un angajat care a suferit de intoxicare cu gaz, atribuit unei eliberări substanțiale de dioxid de sulf din erupția din martie-mai 2024, care a avut loc la aproximativ 3 kilometri (1,9 mi) de spa-ul geotermal. În ciuda faptului că personalul de securitate era echipat cu contoare de gaz portabile și a existenței mai multor contoare de gaz fixe în zona izvoarelor termale, zona specifică în care s-a produs incidentul nu era monitorizată corespunzător. Angajatul afectat a avut nevoie de spitalizare. Incidentul a determinat conducerea Lagunei Albastre să întreprindă o reevaluare completă a măsurilor de siguranță ale sitului. Ca răspuns la situație, poliția a fost trimisă să inspecteze instalația.
În noaptea de 23 august 2024, puțin după miezul nopții, un excursionist care mergea de pe Ruta 41 (Reykjanesbraut) spre locul erupției a căzut într-o mică crăpătură și și-a rupt piciorul. El a fost salvat ulterior de personalul de urgență. În ciuda avertismentelor anterioare ale autorităților, care subliniau pericolele pe care le prezintă mersul pe jos în zonă pe timp de noapte, multe persoane - adesea turiști care sosesc de la aeroportul Keflavík - au continuat să încerce să meargă pe jos. Autoritățile au avertizat că navigarea în zonă pe întuneric complet este „extrem de dificilă și periculoasă” din cauza numeroaselor falii care sunt greu de detectat. În plus, zona este un vechi loc de antrenament pentru bombardamente, conținând numeroase muniții neexplodate. Imediat după incident, autoritățile au continuat să patruleze zona pentru a preveni alte răniri sau chiar potențiale decese.

## Acoperirea mediatică internațională și turismul
Recentele erupții vulcanice din Peninsula Reykjanes au creat un impact negativ asupra turismul în Islanda din cauza acoperirii mediatice înșelătoare din partea presei străine. Media străină s-au concentrat pe starea de urgență declarată în Grindavík, ceea ce a dat impresia că întreaga țară era nesigură. Acest lucru a dus la anulări și la o scădere a noilor rezervări și a determinat Business Iceland să corecteze concepțiile greșite și să promoveze Islanda ca o destinație sigură și unică, producând un videoclip Q&A în colaborare cu Oficiul Meteorologic Islandez (IMO) și lansând o campanie de marketing în decembrie 2023. În plus, în timpul mandatului său de ministru al culturii și afacerilor, Lilja Alfreðsdóttir a alocat 100 de milioane ISK pentru o campanie specială de marketing. Lína Petra Þórarinsdóttir, responsabilă cu turismul la Business Iceland, consideră că impactul negativ al erupțiilor vulcanice poate fi transformat într-unul pozitiv pe termen lung, Islanda fiind promovată ca o destinație unică, cu un mediu natural special.
Birgir Jónsson, în calitate de CEO al Play Airlines la momentul respectiv, a susținut că acoperirea mediatică internațională extinsă a erupțiilor vulcanice din Grindavík a cauzat daune financiare substanțiale turismului islandez, costând miliarde de coroane islandeze (zeci de milioane de dolari), în venituri pierdute. El și-a exprimat îngrijorarea cu privire la prezentarea exagerată a situației de către unele instituții de presă străine, folosind titluri imaginare precum „Islanda în flăcări” și „Gaz otrăvitor peste Reykjavík” pentru a ilustra modul în care astfel de descrieri contribuie la prezentarea unei imagini inutil de alarmante a Islandei. Deși au existat într-adevăr rapoarte din străinătate cu privire la gaze toxice care se îndreaptă spre Regiunea Capitalei, analizele ulterioare arată că emisiile provenite din erupții nu au reprezentat o amenințare semnificativă sau o toxicitate pentru zonă. Din noiembrie 2023, Laguna Albastră s-a confruntat cu provocări similare, înregistrând pierderi de 5 miliarde ISK din cauza închiderilor frecvente.
Jóhannes Þór Skúlason, directorul general al Asociației industriei de turism din Islanda, a declarat că cutremurele și erupțiile vulcanice din Peninsula Reykjanes au avut un impact negativ asupra traficului turistic în timpul sărbătorilor. Acest lucru a dus la o scădere a numărului de vizitatori în perioada Crăciunului și a Anului Nou, după ce acoperirea a determinat oamenii să anuleze călătoriile în Islanda și o cerere mai mică decât cea estimată în ianuarie și februarie 2024 comparativ cu 2023. Conform cifrelor Statistica Islandei, numărul de nopți de cazare înregistrate în ianuarie 2024 a fost cu 13% mai mic decât în ianuarie 2023, respectiv 390.000 în loc de 450.000. Bjarnheiður Hallsdóttir, președintele aceleiași asociații, a atribuit declinul în parte atitudinii schimbate față de călătoriile în Islanda, inclusiv acoperirea mediatică a cutremurelor din Grindavík.

## Reacții
Într-un discurs televizat după erupția din 14 ianuarie 2024, președintele de atunci Guðni Th. Jóhannesson a declarat că „o perioadă descurajantă de tulburări a început în Peninsula Reykjanes”, dar a insistat asupra necesității de a continua să ia „măsurile care sunt în puterea noastră”, în timp ce „sperăm la un rezultat cât mai bun posibil”. De asemenea, el a îndemnat cetățenii să „fie uniți și să aibă compasiune” pentru cei strămutați de erupție. Prim-ministrul de atunci, Katrín Jakobsdóttir, a declarat că erupția a fost o „zi neagră pentru toată Islanda”, dar a adăugat că „soarele va răsări din nou” și și-a exprimat solidaritatea cu cei afectați.